# Іллінойс
Ілліно́йс, іноді Ілліно́й (англ. Illinois, МФА: [ˌɪləˈnɔɪ̯]) — штат на Середньому Заході США. Межує з озером Мічиган. Площа — 149 998 км², населення за переписом 2010 року — 12 830 632 осіб.
Іллінойс є п'ятим штатом за населенням у США та першим на Середньому Заході. Приблизно 65 % населення проживає в агломерації Чикаго, одного з фінансових та індустріальних центрів світу, другого за значенням промислового центру США (після Лос-Анджелеса) та другого за значенням фінансового центру США (після Нью-Йорка). Столиця штату — місто Спрингфілд.
Географічно Іллінойс є переважно рівнинним штатом з нестабільним кліматом. Іллінойс характеризується етнічним різноманіттям населення та неоднорідними ландшафтами, від промислового центру Чикаго і його численних передмість до аграрних районів у центрі та на півдні. Сільське господарство є важливим джерелом прибутку для Іллінойсу. Також економіка штату отримує прибутки від туризму, послуг телекомунікацій та громадського транспорту. Чикаго, найбільше місто штату, є одним із найбільших центрів залізничного та повітряного транспорту в США. Часто Іллінойс вважається мікрокосмом усієї держави.
Прізвиська штату — The Prairie State («Штат прерій») та The Land of Lincoln («Земля Лінкольна»). Останнє пояснюється тим, що Авраам Лінкольн прожив значну частину життя в Іллінойсі та був похований у Спрингфілді.

## Етимологія
Назва походить від дієслова irenwe·wa мови маямі-іллінойс, що означає «він говорить правильно». Це слово перейшло до мови оджібве, де перетворилося на ilinwe· (у множині ilinwe·k). Французи запозичили це слово та перетворили закінчення на -ois, згідно з орфографією французької мови. Поточне написання назви латинкою, Illinois, почало з'являтися на початку 1670-х років. Самоназва племені іллінойс, як підтверджують усі три французькі словники, складені місіонерами, була Inoka, хоча походження цього слова невідоме.
Американські вчені раніше вважали, що слово Іллінойс походить із мови маямі-іллінойс, де означає чоловік або люди. Через вплив французької воно трансформувалося з iliniwek в illinois. Проте ця етимологія не знайшла підтвердження, оскільки переклад слова чоловік цією мовою — ireniwa, у множині ireniwaki.

## Географія

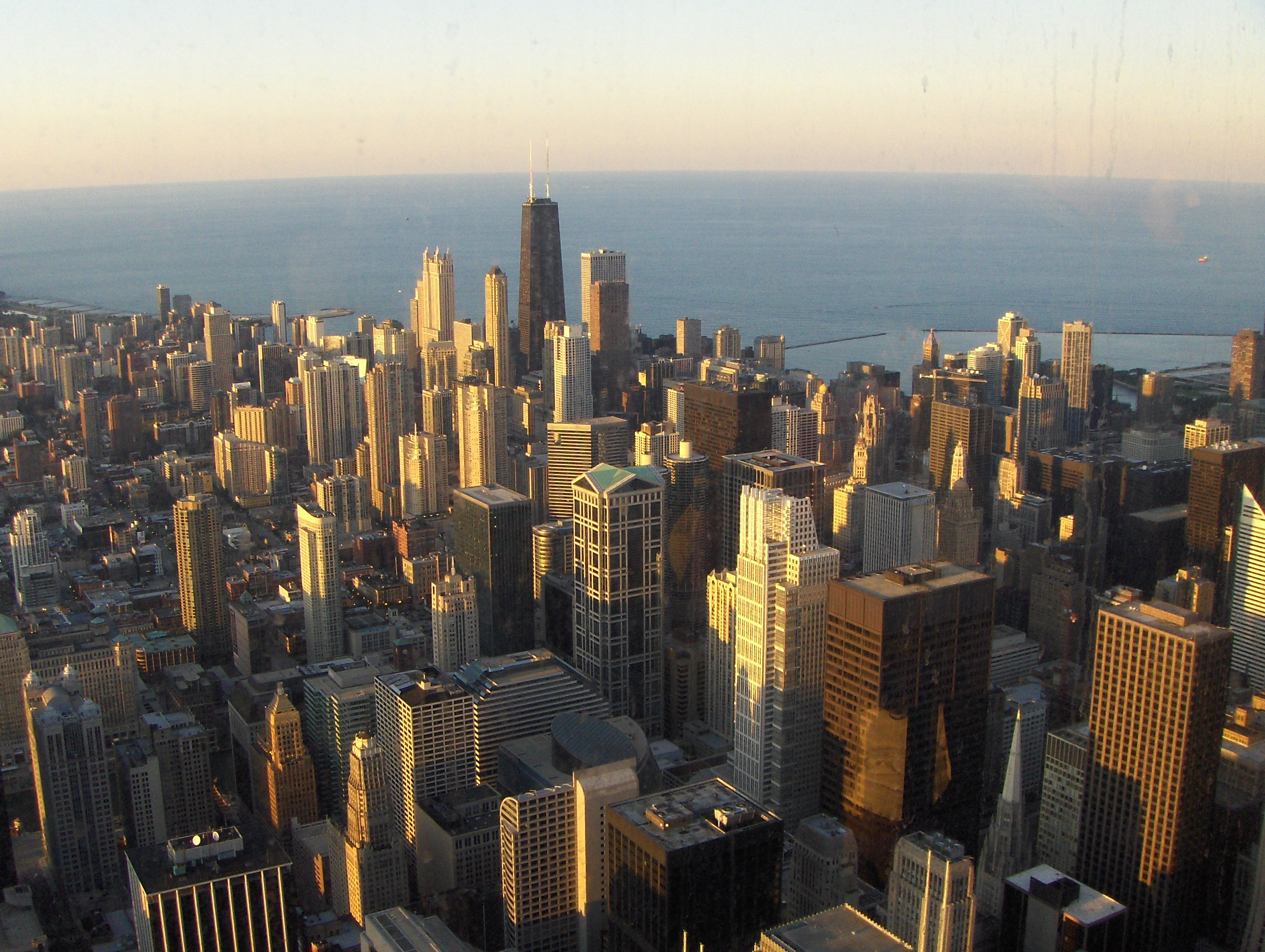
Чикаго, найбільше місто Іллінойсу

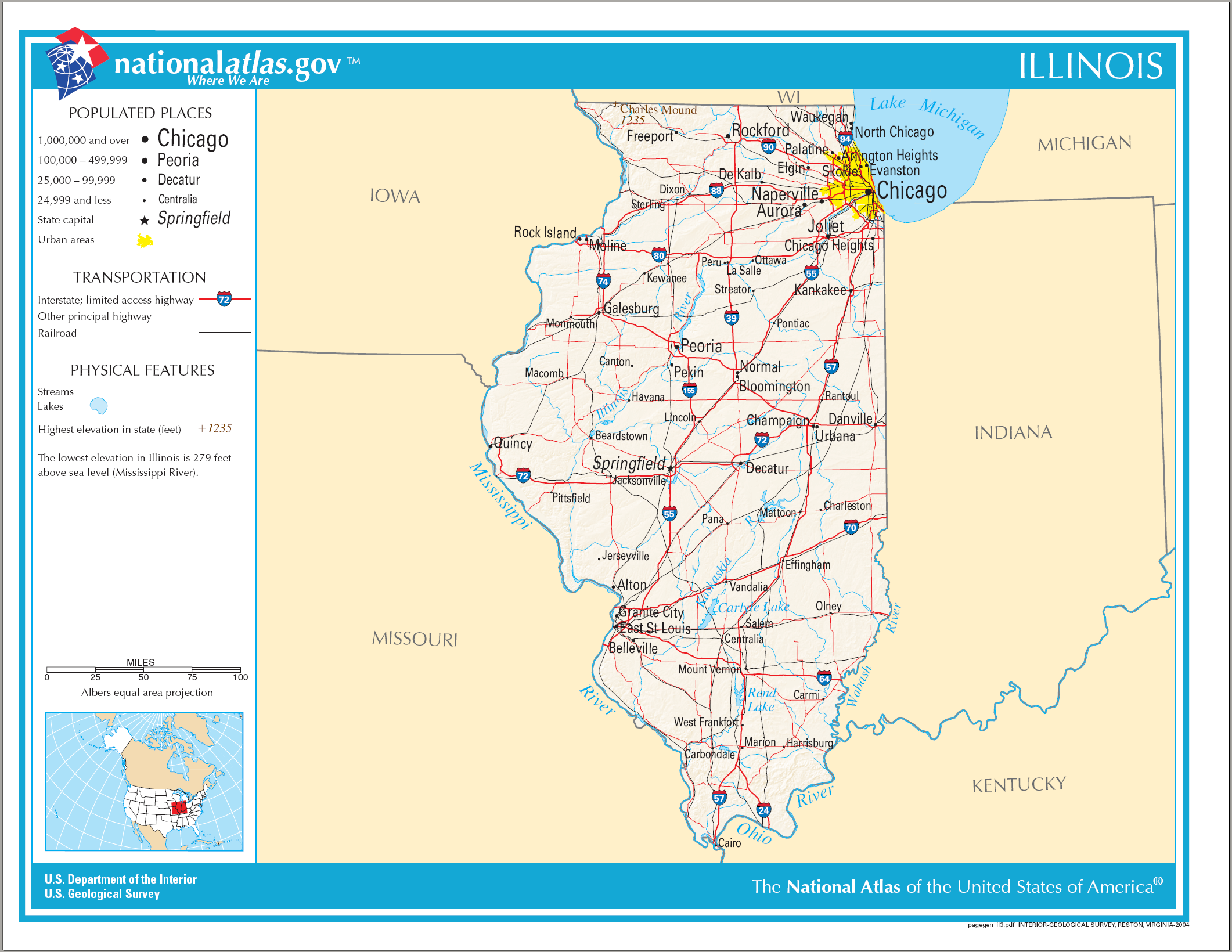
Мапа Іллінойсу

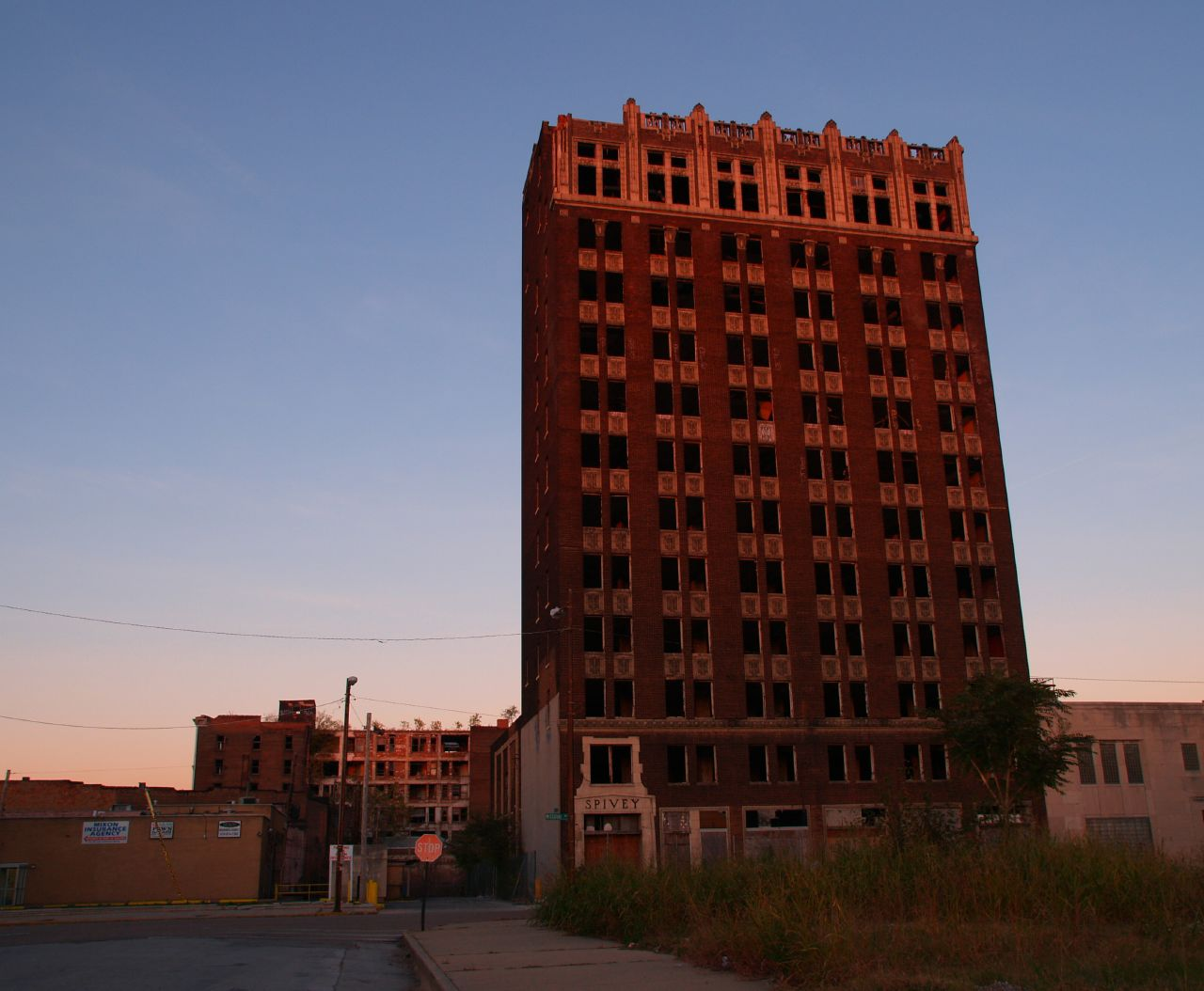
Занедбана найвища будівля Іст-Сент-Луїса

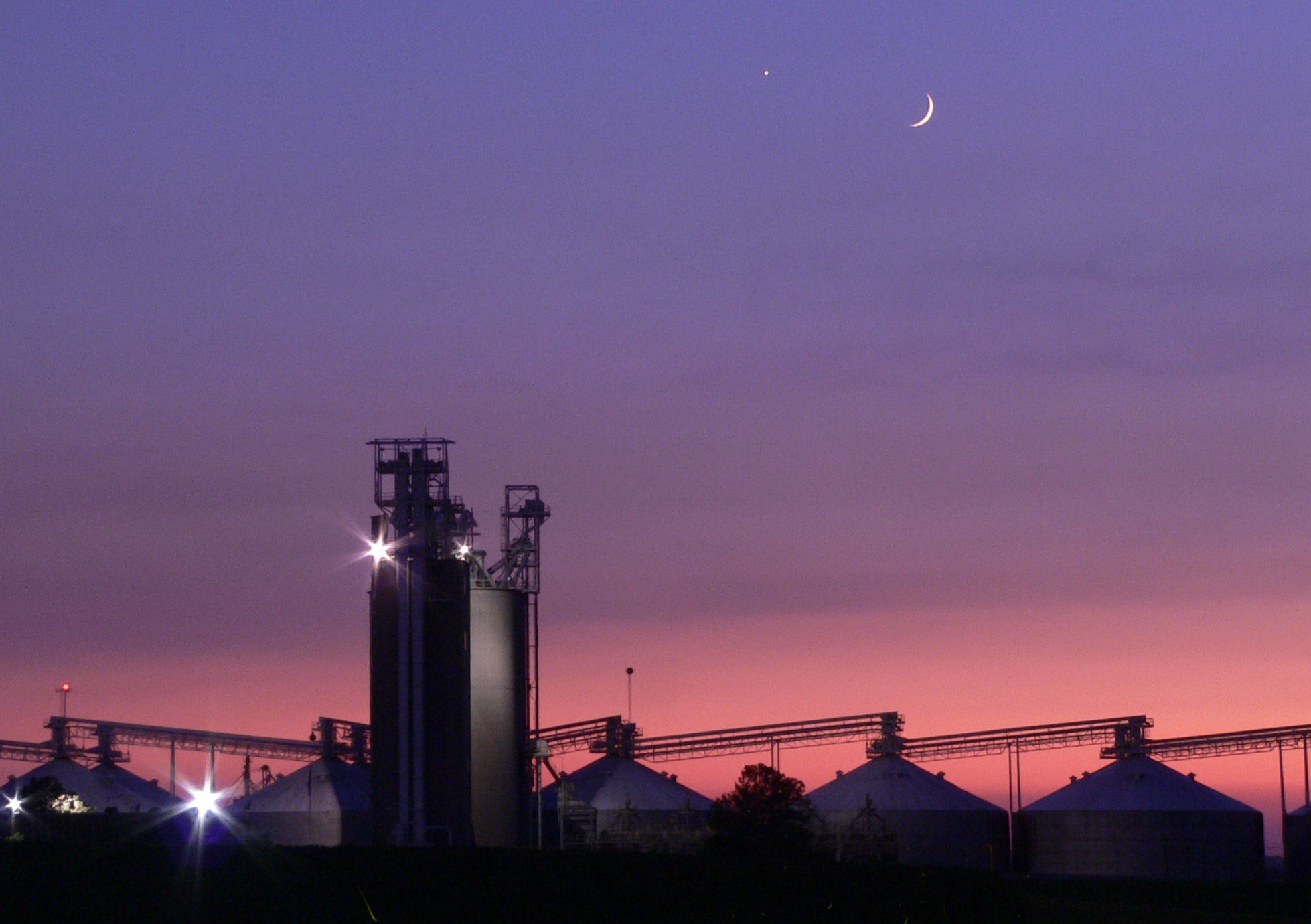
Захід сонця над житницею в окрузі Шампейн

Штат розташований на Центральних рівнинах, і 60 % його території займають прерії, інша частина зайнята пагорбами. Загальна площа — 149 998 км² (25-е місце з 50 штатів), площа водної поверхні — 6 030 км², більшість із яких займає озеро Мічиган.
Найвища природна точка — Чарльз-Маунд, розташована на висоті 376 м над рівнем моря. Найбільший за площею округ — Маклейн (3067 км²).
Іллінойс межує на півночі з Вісконсином, на північному сході з озером Мічиган, на сході зі штатом Індіана, на півдні з Кентуккі (через річку Огайо), на заході з Айовою та Міссурі (через річку Міссісіпі). Іллінойс також має водний кордон зі штатом Мічиган через однойменне озеро.
Межа штату з Індіаною від озера Мічиган є прямою лінією, що проходить по західній довготі 87° 31′ 30″, частина південної ділянки проходить вздовж річки Вобаш до місця, де вона впадає в річку Огайо.
| Сусідні штати         | Сусідні штати | Сусідні штати |
| --------------------- | ------------- | ------------- |
| Айова                 | Вісконсин     | Озеро Мічиган |
| Айова, Міссурі (штат) |               | Індіана       |
| Міссурі (штат)        | Кентуккі      | Кентуккі      |

У штаті — понад 500 річок (найбільша — Іллінойс, поєднана судноплавним каналом з озером Мічиган) та 950 озер.
Іллінойс багатий на корисні копалини, серед яких — вугілля, нафта, природний газ, цинк, пісковик.
Географічно Іллінойс поділяється на три райони.
Північний Іллінойс охоплює Чикаголенд, прилеглі округи, Рокфорд та агломерацію Чотири міста на межі з Айовою. Цей регіон є багатонаціональним, щільно заселеним та найбільш індустріалізованим. Округ Кук, населення якого складає 5 194 675 осіб за даними перепису 2010 року, є найбільшим за населенням в Іллінойсі та другим у США. Через Північний Іллінойс проходять автошляхи Interstate 80 та Interstate 90.
Центральний Іллінойс переважно складається з прерій та містить столицю штату — Спрингфілд. Ця частина, відома як Земля Лінкольна та Серце Іллінойсу, характеризується переважно середніми та невеликими містами. У цьому регіоні розвинене сільське господарство, вирощуються великі обсяги кукурудзи та сої. Також присутні багато фабрик та освітніх закладів. Серед найбільш значущих міст Центрального Іллінойсу є: Пеорія (третя за величиною метрополійна територія штату з населенням 370 000 осіб), Спрингфілд (столиця штату), Декейтер, Блумінгтон-Нормал та Урбана-Шампейн.
Південний Іллінойс (також Маленький Єгипет, англ. Little Egypt) лежить на південь від 50-ї магістралі. Це переважно аграрний регіон, без великих міст (найбільше — Беллвілл — має населення 44 тисячі). Цей регіон має тепліший зимовий клімат, ніж решта штату, а також є більш гористим. Тут містяться незначні поклади нафти та розташовані вугледобувні підприємства. Тим не менш, завдяки розташуванню тут передмість Сент-Луїса і великої кількості менших міст, цей регіон більш населений, ніж Центральний Іллінойс.
На крайньому північному заході Іллінойсу розташовується так звана Driftless Area — область, яку історично не зачепило зледеніння. Через це вона є більш піднятою та гористою місцевістю. Найвища точка рельєфу Іллінойсу, Чарльз-Маунд висотою 376 м, знаходиться в цій області. Однак, формально найвищою точкою Іллінойсу (близько 442 м) є вершина Вілліс-Тауер у Чикаго.

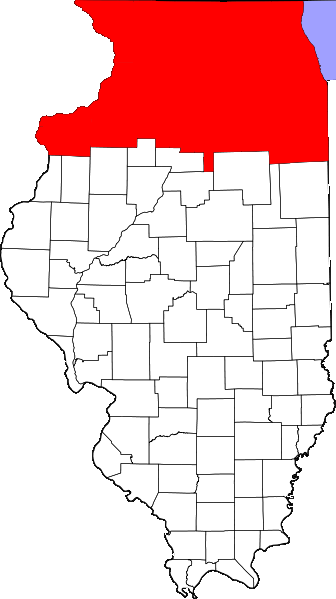
Північний Іллінойс
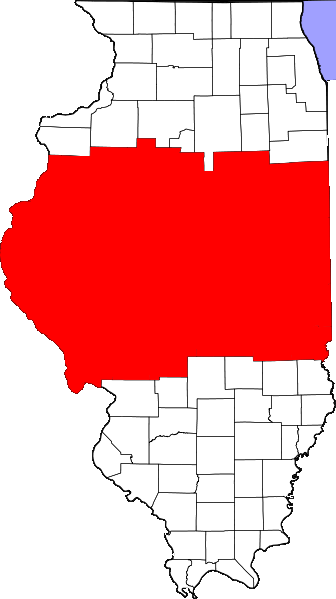
Центральний Іллінойс
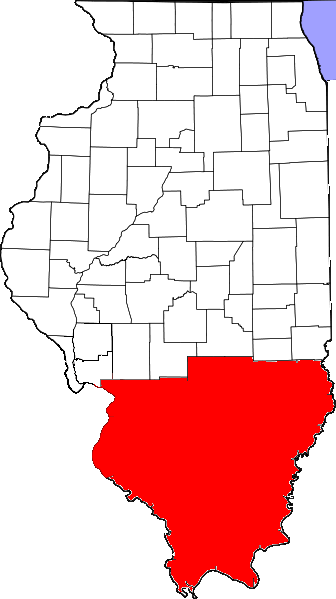
Південний Іллінойс

### Клімат
Клімат Іллінойсу континентальний, зі спекотним літом та холодною зимою. Погода в Іллінойсі є дуже мінливою, особливо взимку. Подекуди температура повітря може впасти більш ніж на 12 °C протягом години. Основною причиною цього є рівнинність місцевості Іллінойсу та сусідніх штатів, що дозволяє повітряним потокам рухатися швидко і без перешкод у будь-якому напрямку.
Завдяки близькості до озера Мічиган зими в північно-східній частині штату дещо м'якші, ніж у північно-західній. Середня температура в Іллінойсі взимку становить −7,6 °C на півночі, −3 °C в центрі та 1 °C на крайньому півдні. Мінімальні температури коливаються в межах від −30 °C до 5 °C на північному сході, від −35 °C до 1 °C на північному заході, і від −25 °C до 10 °C на крайньому півдні. Максимальні температури — від −24 °C до 13 °C на північному сході, від −28 °C до 7 °C на північному заході, від −18 °C до 17 °C на крайньому півдні. Найнижча температура, зареєстрована в Іллінойсі, становила −39 °C — у Рошеллі (округ Оґл) 15 січня 2009 року.
Влітку середня температура складає 21 °C на півночі та 29 °C на півдні. Мінімальні температури літа коливаються від 12 °C до 20 °C на півночі та від 16 °C до 26 °C на півдні. Максимальні — від 22 °C до 35 °C на півночі та від 25 °C до 38 °C на півдні. Найвища температура в штаті, 47 °C, була зареєстрована 14 липня 1954 року в Іст-Сент-Луїсі.
Середні річні рівні дощових опадів становлять близько 100 см на півночі та 85 см на півдні, сніжних — 76 см на півночі та 25 см на півдні. Частими є торнадо (особливо в період між квітнем і червнем), від яких в Іллінойсі загинуло більше людей, ніж у будь-якому іншому штаті. Найбільший із них, Tri-State Tornado (названий так через те, що пройшов трьома штатами — Іллінойсом, Індіаною та Міссурі), забрав 1925 року 695 людських життів.

## Історія

### Доколонізаційний період

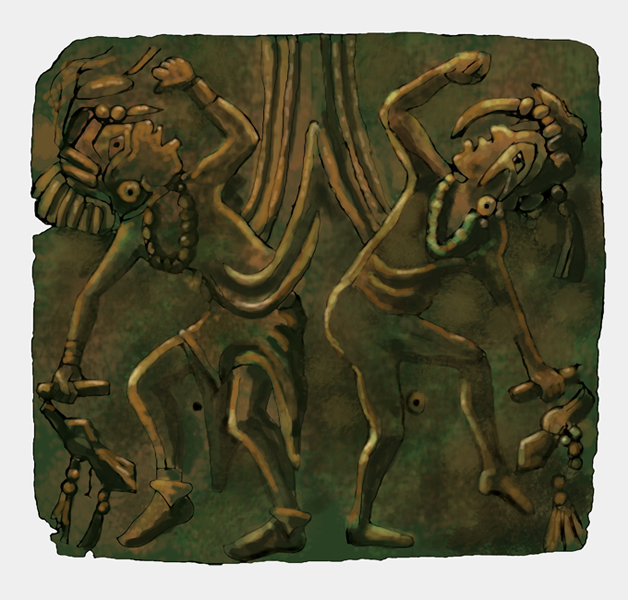
Гравюра часів міссісіпської культури, знайдена в окрузі Юніон

Корінні індіанці з різних культур жили на території сучасного Іллінойсу, переважно біля водойм, протягом тисячоліть до приходу європейців. Розкопки, організовані Теодором та Мері Костер на заході штату, виявили докази проживання людей на цій місцевості протягом 7 тисяч років.
Кахокія, найбільша пам'ятка міссісіпської культури площею 20 гектарів, розташована в Іллінойсі навпроти Сент-Луїса та містить понад 100 курганів та гендж з кедрового дерева. Монкс-Маунд, центральний пагорб Кахокії, є найбільшою структурою доколумбового періоду на в Північній Америці. Пагорб має висоту 30 м, довжину 291 м, ширину 236 м та загальну площу близько 5,3 га.
Цивілізація зникла в 15 столітті. Причини цього достеменно невідомі, але історики та археологи припускають, що основною причиною стало вичерпання природних ресурсів. Племена також часто воювали між собою. Історик Сюзанна Остін Алчон повідомляє про те, що в одній місцевості в долині річки Іллінойс третина дорослого населення гинула в результаті насильницьких поранень.
Після її занепаду територію заселили численні алгонкінські племена індіанців. Ці народи утворювали конфедерацію під назвою Іллінівек (Illiniwek). Починаючи з 1680-х років, різні племена ірокезів нападали на алгонкінські, проте ці напади не завдали значної шкоди конфедерації.

### До створення штату

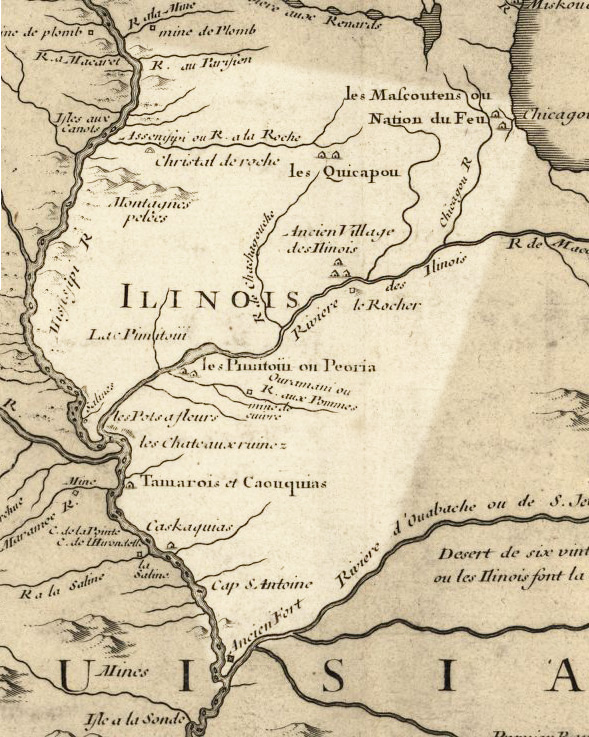
Іллінойс у 1718 році. Сучасні межі штату виділено світлим кольором. Джерело — Carte de la Louisiane et du cours du Mississipi, автор Гійом Деліль

Французькі місіонери Жак Маркетт та Луї Жольє були першими європейцями, які досліджували регіон. Отримавши наказ від губернатора Нової Франції на розвідування території в руслі річки Міссісіпі та створення карти, місіонери почали дослідження у 1673 році. Жольє дав ім'я Іллінойс території з огляду на назву конфедерації Illiniwek, з представниками якої місіонерам вдалося встановити дружні стосунки. В тому ж році Маркетт заснував католицьку місію в регіоні. 1699 року іншими французькими місіонерами було засновано комерційну установу, а 1703 року — своє поселення. На той час регіон був частиною Нової Франції після анексії Рене де ла Салем 1682 року. Два місіонерські селища згодом стали головними франкомовними центрами регіону.
Оскільки французи були переважно католиками, через колонізацію католицька церква була єдиним релігійним інститутом у регіоні протягом століття, допоки 1787 року в регіоні не оселилися перші протестанти. 1717 року Франція поділила територію Нової Франції на чотири колонії: Акаді, Нова Шотландія, Квебек та Луїзіана. Іллінойс належав до останньої. Того ж року шотландський торговець Джон Ло привіз до регіону велику кількість французьких переселенців.
1763 року британці перемогли французів у Семирічній війні. За умовами Паризької угоди, французи передавали свої території на схід від річки Міссісіпі британцям, а території на захід — іспанцям. Іллінойс опинився під контролем Великої Британії. На той час населення європейського походження в штаті становило близько двох тисяч осіб. Деякі французи, незадоволені насадженням протестантизму британською владою, переселялися до іспанських колоній. 1764 року конфедерація Іллінівек разом із французами підняла повстання проти британської влади, але воно було придушене. 1778 року, під час Війни США за незалежність, Іллінойс був захоплений силами Сполучених Штатів.
З 1787 року Іллінойс був частиною Північно-Західних територій, з 1800 — Території Індіана. 3 лютого 1809 року регіон виділився зі складу Території Індіана в окрему територію Іллінойс. 3 грудня 1818 року Іллінойс став 21-м штатом США, хоча на той момент його північна межа знаходилася далі на південь від сучасної. Втім, 1819 року політики штату домовилися з Конгресом про розширення Іллінойсу на північ для доступу до берегової лінії озера Мічиган. Таким чином, до складу штату увійшла територія, на якій зараз знаходиться Чикаго.

### До 1900 року

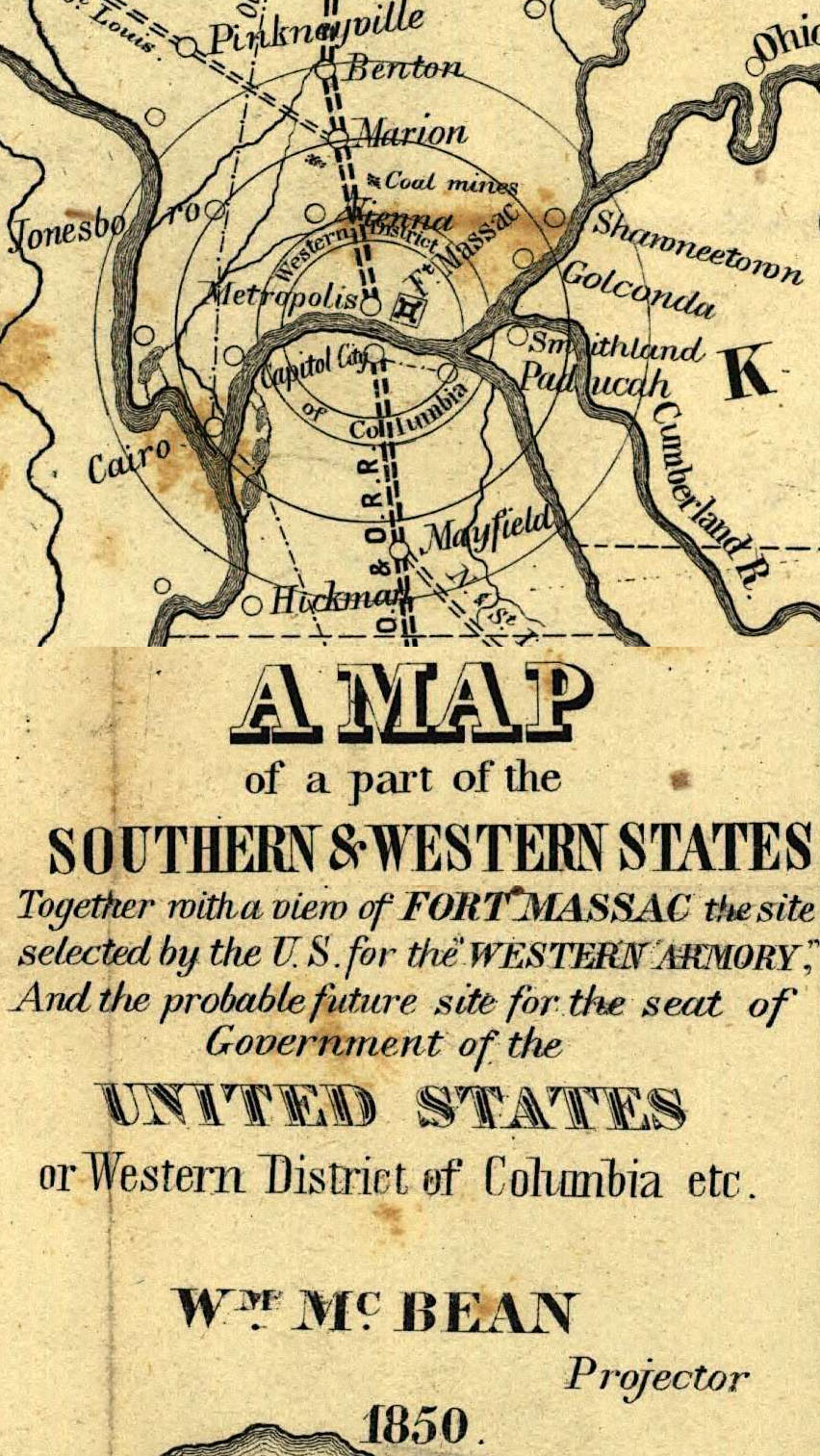
Карта 1850 року з планом перенесення столиці на захід як «західний округ Колумбія»

1819 року столицю штату було перенесено з міста Каскаскія до Вандалії, а з 1839 року столиця знаходиться в місті Спрингфілд.
Населення Іллінойсу почало різко зростати з 1820-х років разом із відкриттям каналу Ері в штаті Нью-Йорк, який спростив шлях із нього до північних штатів. Станом на 1820 рік населення штату становило приблизно 55 000 осіб, а через 10 років воно вже зросло до 157 000. Населення штату зростало і після того, як війська США розгромили алгонкінські племена, які до того постійно нападали на міста та сільську місцевість. Ці племена були витіснені на захід від річки Міссісіпі. Іммігранти тим часом прибували до штату в усе більшій кількості. 1832 року деякі індіанці намагалися повернутися до Іллінойсу з сусідньої Айови, але зазнали поразки у Війні Чорного Яструба та вимушені були полишити штат.
Хоча Іллінойс вважався вільним штатом, рабство в ньому існувало. Етнічні французи володіли чорношкірими рабами вже в 1820-х роках, а американські колоністи до того привозили їх із Кентуккі. Формально рабство було заборонене законом Північного Заходу, але воно не стосувалося раніше придбаних рабів. Коли Іллінойс став штатом у 1818 році, закон перестав діяти, і близько 900 рабів і надалі утримувалися в штаті. Оскільки в південній частині Іллінойсу, відомій як «Маленький Єгипет», проживало багато мігрантів з Півдня, цей регіон був ворожим до вільних негрів. 1823 року на референдумі 60 % жителів Іллінойсу проголосували проти легалізації рабства. Тим не менш, значна частина населення була проти того, щоб чорношкірі ставали постійними жителями. Деякі поселенці привозили рабів на певну пору року або як домашню прислугу. 1853 року, користуючись положеннями Конституції Іллінойсу 1848 року, Джон Логан із Палати представників допоміг провести та прийняти закон, що забороняв афроамериканцям, навіть звільненим із рабства, селитися в штаті. Втім, після Громадянської війни Логан змінив свою позицію та став на захист прав чорношкірого населення.
Зима 1830—1831 отримала назву «Зима глибокого снігу»; раптовий та глибокий снігопад покрив штат, що унеможливило рух транспорту до кінця зими та призвело до загибелі багатьох подорожувальників. Після цього мали місце декілька суворих зим. 20 грудня 1836 року штатом пройшовся швидкий холодний фронт, який за лічені хвилини заморозив калюжі та спричинив смерть багатьох людей, які не встигли сховатися в будинках. Холодна погода також спричинила замерзання багатьох насаджень круп у північній частині штату. Південна частина штату постачала їжу на північ, що могло стати причиною її неформальної назви «Маленький Єгипет» — на честь біблійної історії про Йосипа, який постачав зерно своїм братам.
Чикаго було засновано 1833 року, на той час це було поселення з 350 жителями. Відкриття каналу Ері за декілька років до того, зручне географічне положення поблизу Великих Озер (які канал Ері сполучав з Атлантичним океаном), зробили містом великим залізничним вузлом. Вже через чотири роки, у 1837, Чикаго з населенням в 4 тисячі отримав статус міста. Відкриття каналу Іллінойс-Мічиган, який сполучив Великі озера з річками Міссісіпі та Міссурі, зробило Чикаго не тільки головним залізничним центром, а й одним із головних портових міст США. Всього за декілька десятиліть Чикаго став першим за населенням містом Іллінойсу та другим у США після Нью-Йорка.
1839 року члени Церкви Ісуса Христа Святих останніх днів, більш відомі як мормони, заснували поселення під назвою Нову. Розташоване на вигині річки Міссісіпі, населення Нову швидко зросло до 12 тисяч жителів. Певний час місто претендувало на звання найбільшого в Іллінойсі. На початку 1840-х мормони почали будівництво великого кам'яного храму, на той час — однієї з найбільших споруд штату. Завершене воно було 1846 року. Але 1844 року Джозеф Сміт, засновник мормонського руху, був убитий у сусідньому місті Кертедж. У 1846 році мормони під керівництвом Бригама Янґа залишили Іллінойс та оселилися на території сучасної Юти (тоді — мексиканська територія). Нову зазнав занепаду попри те, що незначна кількість мормонів там залишилася, хоча зараз багато історичних будівель міста є відновленими.

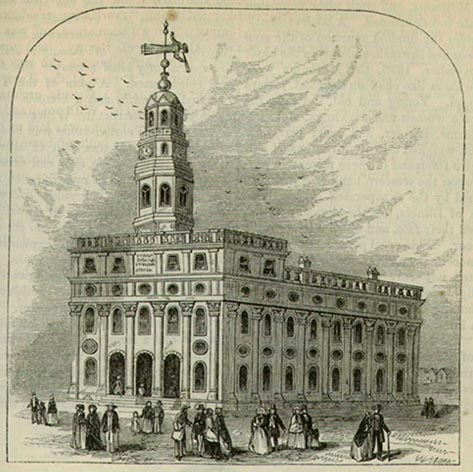
Храм мормонів у Нову

З активним зростанням кількості шахт і фабрик у 19 столітті, в Іллінойсі почали з'являтися профспілки. Одним із поштовхів до розвитку профспілок були страйки в Пуллмані та на площі Хеймаркет.
1847 року за підтримки активістки Доротеї Дікс Іллінойс став одним із перших штатів з урядовою підтримкою лікування психічних хвороб, яке замінило богадільні. Тоді ж було схвалено будівництво першої психіатричної лікарні в штаті.
Протягом 1850-х років уряд США мав плани перенести столицю (округ Колумбія) на захід, із плановою назвою «Західний округ Колумбія». Одним із претендентів було місто Метрополіс в Іллінойсі. Втім, ці плани так і залишилися на папері.
1858 року Авраам Лінкольн та Стівен Дуглас були головними претендентами на крісло сенатора Іллінойсу. Після семи раундів запеклих дебатів вибори в Сенат виграв Дуглас. Тим не менше, на загальнонаціональних президентських виборах 1860 року, де також балотувалися Лінкольн і Дуглас, після дебатів переміг Лінкольн.
Через рік почалася Громадянська війна в США. Іллінойс, як північний штат, воював на боці Союзу проти Конфедерації. Президент Лінкольн та один із головних командирів Союзу, Улісс Грант, походили з Іллінойсу. Понад 250 тисяч солдатів з Іллінойсу воювали на боці Союзу — більше, ніж із будь-якого штату, окрім Нью-Йорку, Пенсільванії та Огайо.
Іллінойс на період війни знаходився під керівництвом республіканців, в тому числі губернатора Річарда Єтса. Частина демократів, так звані копперхеди (англ. Copperheads) виступали проти скасування рабства та за примирення з Конфедерацією та припинення війни. Подекуди вони намагалися зірвати призов до війська. Демократична газета Chicago Times була одним з основних критиків політики Лінкольна.
Війна прискорила процес індустріалізації штату. По закінченні війни Чикаго здобув славу як промислове місто та як найбільший центр харчової промисловості. Було збудовано багато залізниць, осушувалися водно-болотяні угіддя для культивації земель. Однак, оскільки проблема несприятливих умов праці та низьких зарплат робітникам не була вирішена навіть частково, зростало незадоволення робочого класу. Селян також не влаштовували низькі ціни на продукцію та високі ціни на інструментарій. 1892 року і селяни, і робітники проголосували за губернатора Джона Альтгельда. Альтгельд ввів нові трудові закони, активізував переговори замість застосування сили до протестувальників та покращив систему загальної освіти.
8-10 жовтня 1871 року в центрі Чикаго сталася Велика чиказька пожежа, що зруйнувала 10 км² площі міста та призвела до загибелі близько 300 людей. Понад 100 тисяч людей залишилися без оселі.

### 20 століття

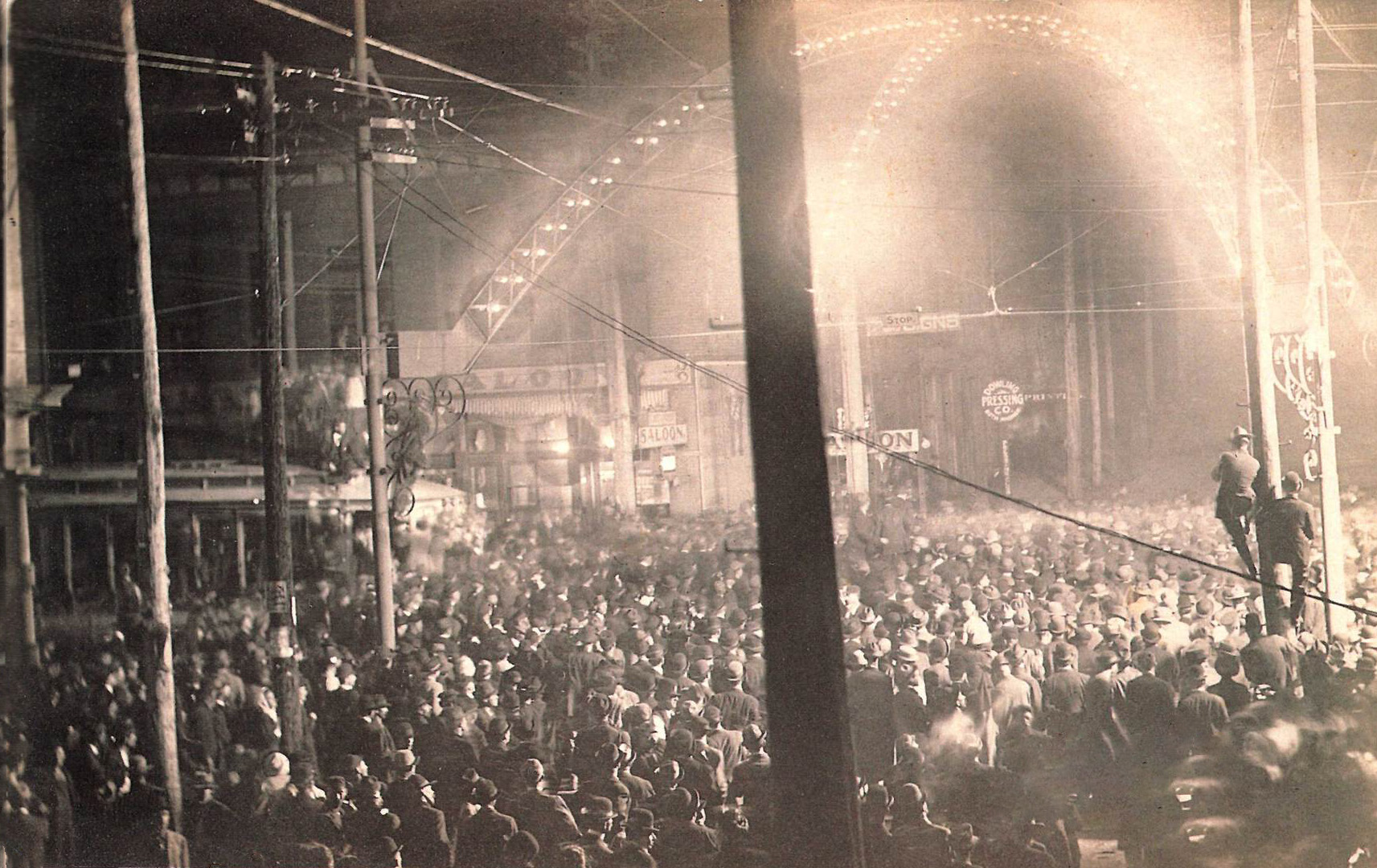
Лінчування афроамериканця білим населенням в результаті міжрасових сутичок у Кейро

Протягом перших десятиліть 20 століття було прийнято різні трудові закони. Окрім того, 1911 року Іллінойс першим серед усіх штатів схвалив закон, який надавав фінансову допомогу бідним родинам з малими дітьми.
В цей же час тисячі афроамериканців масово емігрували з південних штатів до Іллінойсу. Одним зі стимулів до міграції була газета афроамериканської культури Black Defender, яка видавалася в Чикаго. Кількість чорношкірого населення постійно зростала, особливо в Чикаго, де на той час їхній відсоток становив близько 37 % від усього населення. Присутність значної кількості чорношкірих, особливо в переважно білих районах, викликала міжрасові сутички та чвари. Це вилилося у три великі повстання: 1908 року в Спрингфілді, 1917 року в Іст-Сент-Луїсі та 1919 року в Чикаго. Останній, зокрема, призвів до 38 людських жертв та сотень поранених.
Протягом Першої Світової війни та кількох років після неї відбувався економічний ріст Іллінойсу. 1920 року Конгрес заборонив виробництво, перевезення та продаж алкогольних напоїв (сухий закон). Це призвело до появи численних банд, які незаконно ввозили алкоголь до Сполучених Штатів. Головою багатьох із цих банд був Аль Капоне. Банди воювали між собою та з поліцією, сутички закінчувалися смертями людей. Рівень злочинності в Іллінойсі різко зріс, особливо в Чикаго. 1933 року закон було скасовано двадцять першою поправкою до Конституції США, яку Іллінойс ратифікував 10 липня.
Велика Депресія 1929 року серйозно зашкодила економіці штату. Численні фабрики та магазини закривалися через банкрутство, тисячі людей залишилися без роботи. 1932 року уряд почав надання фінансової допомоги безробітним. Економічний спад закінчився із відкриттям великих джерел нафти у 1937 році. Згодом Іллінойс став четвертим штатом США за виробництвом нафтопродуктів.
Економіка Іллінойсу також зростала під час Другої Світової війни. Окрім того, що відкривалися нові фабрики та заводи, Енріко Фермі з іншими науковцями в Університеті Чикаго здійснив першу штучну ядерну реакцію в історії людства на реакторі Chicago Pile-1. Можливість здійснювати контрольовані ядерні реакції відкрила можливість побудови ядерних реакторів для генерації електричного струму. Ядерна промисловість стала однією з головних в економіці штату. 1968 року почалося будівництво прискорювача частинок Fermi National Accelerator Laboratory (скорочено Fermilab), яке було завершене за чотири роки. Розвиток ядерної індустрії в 1960-х роках вплинув на державні інвестиції та розвиток інших галузей промисловості штату, зокрема, машино- та літакобудування.
1970 року Іллінойс схвалив проєкт на 750 мільйонів доларів стосовно переробки промислових стоків і викидів. До цього часу більшість виробничих відходів викидалася прямо в воду. Протягом 1980-х років у метрополійній області Чикаго було збудовано різноманітні технологічні підприємства.
На виборах губернатора 1990 року з невеликим розривом переміг республіканець Джим Едгар. 1994 року він вже з великим відривом (64 % проти 34 %) переміг демократа Дона Кларка Нетча, контролера та колишнього сенатора штату. Політичну підтримку Едгару надавала республіканська більшість в обох палатах Генеральної асамблеї та всіх представництвах штату. Він виступав за додаткове фінансування освіти за рахунок скорочення урядових витрат. Наступним губернатором був республіканець Джордж Раян. Раян виступав за створення фінансової програми «Illinois FIRST», яка була впроваджена в травні 1999 року. Завдяки цій програмі було виділено $12 млрд коштів на потреби шкіл, громадський транспорт, ремонт доріг та інші проєкти.

### 21 століття

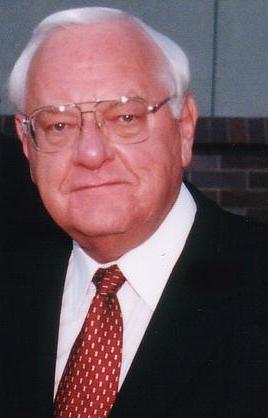
Джордж Раян

2000 року тогочасний губернатор штату Джордж Раян наклав мораторій на закони, що дозволяли смертну кару в штаті. В січні 2003 року, незадовго до закінчення свого терміну перебування на посаді, Раян замінив вирок усім 167 засудженим до смертної кари на довічне ув'язнення. 2006 року, вже після закінчення терміну, Раяна було ув'язнено терміном на шість із половиною років за звинуваченням у хабарництві та рекетирстві. Одним із пунктів звинувачень був продаж урядових ліцензій та контрактів під час перебування на посаді штатського секретаря. Зокрема, розслідування однієї автокатастрофи 1994 року показало, що офіс Раяна займався виданням водійських прав за хабарі.
У 2002 році вперше за чверть століття губернатором став демократ — Род Благоєвич, переобраний 2006 року на другий термін. 8 січня 2009 року він був усунений з посади губернатора через процедуру імпічменту у зв'язку з корупційними скандалами та згодом засуджений до 14 років позбавлення волі.
2010 року губернатором штату було обрано демократа Пата Квінна, який виконував обов'язки губернатора ще до виборів з моменту імпічменту Благоєвича. У листопаді 2014 року Квінн програв перевибори республіканцю Брюсу Раунеру.

## Економіка
Іллінойс є високорозвинутим регіоном. У ньому працюють підприємства важкої металургії, машинобудівної, електротехнічної, харчової промисловості, атомні електростанції. Розвинене і сільське господарство — інтенсивне вирощування кукурудзи, сої, пшениці, тваринництво, свинарство. Штат має густу транспортну мережу.
Валовий внутрішній продукт штату, за оцінкою 2010 року, становить 652 млрд доларів США, що відповідає 45 302 доларам на душу населення. Особистий дохід за оцінкою 2009 року становить 41 411 доларів на особу.

### Податки
Податок на доходи фізичних осіб у штаті розраховується шляхом множення чистого прибутку на фіксовану ставку. З 1990 року відсоткова ставка була встановлена на рівні 3 %, проте 2010 року Генеральна асамблея проголосувала за тимчасове збільшення до 5 %. Новий законопроєкт набув чинності 1 січня 2011 року. 1 січня 2015 року ставку було знижено до 3,75 %.
Для податку з продажів в штаті діють дві ставки: на медикаменти, медичне обладнання і корисні високоякісні харчові товари — 1 %, на решту продукції — 6,25 %.Податок на майно в Іллінойсі накладається тільки на нерухомість і є місцевим, тобто залежить від округу чи населеного пункту.

### Сільське господарство
Основні сільськогосподарські культури, що виробляються в Іллінойсі — кукурудза, соя, молочні продукти та пшениця. За врожаєм сої найчастіше Іллінойс є першим або другим штатом в США. Зокрема, 2014 року урожай сої в Іллінойсі склав 547,68 млн бушелів (14,9 млн тонн). На другому місці опинилася Айова з 505,73 млн бушелів (13,77 млн тонн).
Станом на 2014 рік, Іллінойс став другим штатом за виробництвом кукурудзи (2,35 млрд бушелів), незначно поступившись Айові (2,367 млрд).
З худоби вирощуються свині та корови. Метрополійна область Чикаго залишається світовим центром харчової та м'ясної промисловості.
В Іллінойсі також є дві спеціально виділені території для виготовлення вина (англ. viticultural areas). Окрім цього, вирощуються яблука, персики та інші фрукти. В штаті міститься велика кількість фруктових садів.

### Промисловість
На промисловість припадає 14,05 % продукції Іллінойсу та 9,86 % робочої сили, або 579,6 тисяч працевлаштованих. Станом на 2013 рік, загальна вартість вироблених товарів склала 101,28 мільярда доларів США. Основними галузями промисловості в Іллінойсі є:
| Галузь                            | Виробництво (2012), млрд $ |
| --------------------------------- | -------------------------- |
| Машинобудування                   | 18,41                      |
| Хімічна промисловість             | 16,4                       |
| Харчова та тютюнова промисловість | 12,09                      |
| Нафта та кам'яне вугілля          | 10,76                      |
| Вироби з металу                   | 9,06                       |
| Комп'ютерна та електронна техніка | 6,2                        |
| Пластикові та гумові товари       | 4,73                       |
| Транспортні засоби та деталі      | 3,51                       |
| Електроприлади                    | 2,98                       |

Основними країнами-імпортерами товарів з Іллінойсу є:
- Канада (33,07 %)
- Мексика (11,86 %)
- Китай (5,51 %)
- Німеччина (4,47 %)
- Австралія (3,90 %)[50].

### Енергетика

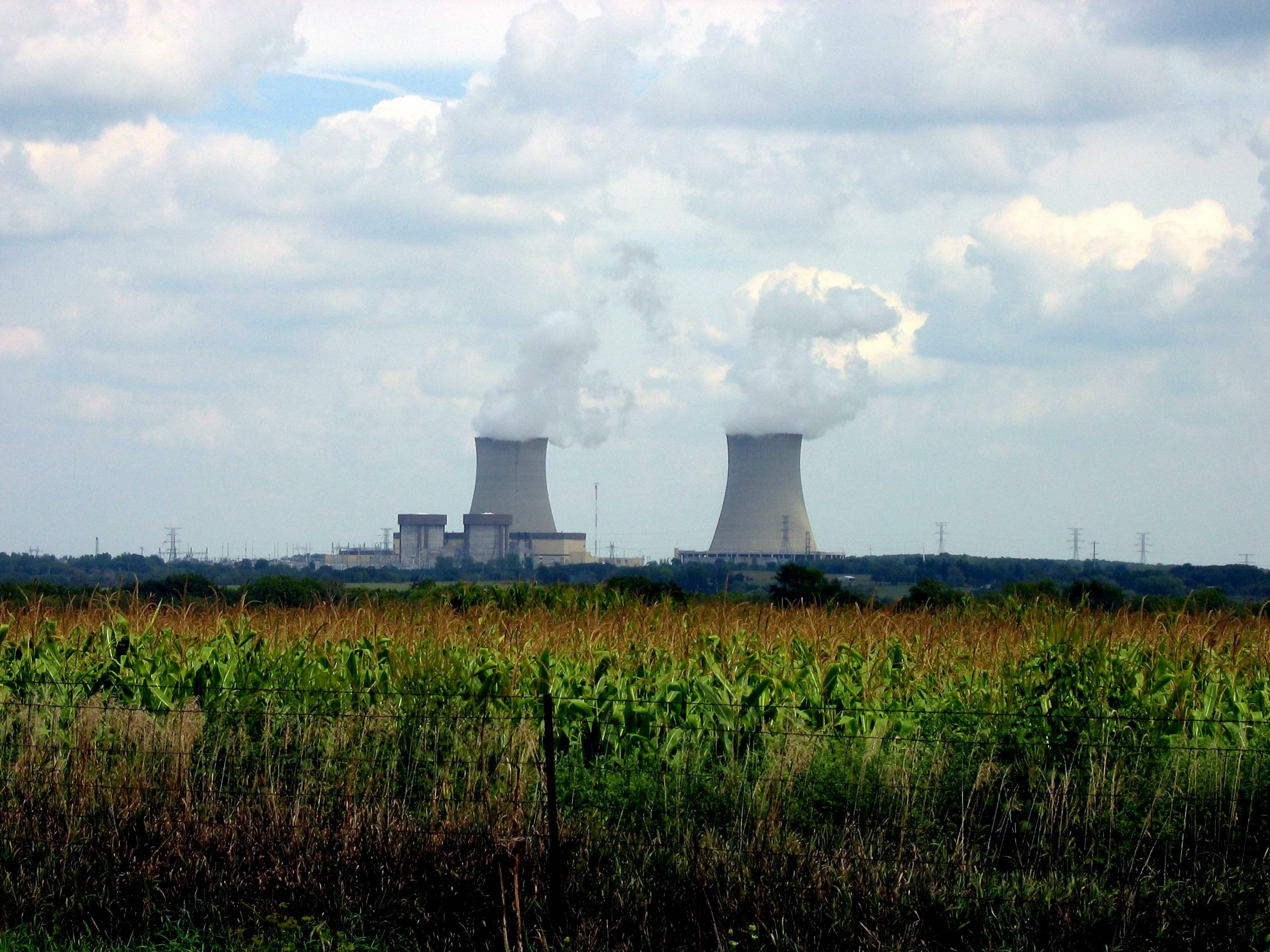
Атомна електростанція Байрон в Оґл.

Ядерна енергетика фактично зародилася в Іллінойсі, оскільки саме тут, у кампусі Університету Чикаго, був споруджений перший ядерний реактор під назвою Chicago Pile-1. Зараз Іллінойс виробляє понад 12 % загальної ядерної енергії США — більше, ніж будь-який інший штат.
В Іллінойсі функціонує шість атомних електростанцій. П'ять із них мають по два реактори, шоста — один. Станом на 2010 рік, 47,8 % електроенергії Іллінойсу було вироблено на атомних електростанціях.
46,5 % електроенергії виробляється на теплових електростанціях, що працюють на вугіллі. Приблизно 68 % площі Іллінойсу має геологічні пласти пенсильванського періоду, які містять вугілля. Втім, попри значний об'єм вугілля та його високу загальну вартість, воно має великий вміст сірки. Через це його видобуток може призвести до виділення діоксиду сірки, що спричинює кислотні дощі. Іншою проблемою є те, що багато електростанцій штату не можуть спалювати вугілля з високим вмістом сірки. За 1999 рік в Іллінойсі було видобуто 40,4 млн тонн вугілля, з яких в штаті було вжито лише 17 млн тонн (42 %). Більша частина електроенергії експортується до інших штатів і країн. З іншого боку, велика кількість вугілля, спожитого в Іллінойсі, видобувається в інших штатах, зокрема, в басейні Паудер-Рівер (Вайомінг).
2,8 % електроенергії видобувається з природного газу. Швидко зростає використання вітроенергетики — якщо 2010 року вітроелектростанції виробляли близько 2 % усієї електроенергії, то станом на 2013 рік цей показник становив 4,7 %. За рішенням Генеральної асамблеї Іллінойсу, до 2025 року 25 % усієї енергії повинно добуватися з відновлюваних ресурсів.

## Політика

### Партійний баланс
Історично в Іллінойсі існував майже повний паритет між республіканцями та демократами. Втім, на останніх виборах Демократична партія почала набирати підтримку виборців штату, і Іллінойс традиційно став вважатися продемократичним (синім). Чикаго та більша частина округу Кук традиційно протягом тривалого часу підтримують Демократичну партію. В той же час більш віддалені передмістя за межами округу Кук є базовим регіоном республіканців, хоча їхній рівень підтримки за останні десятиліття дещо зменшився.

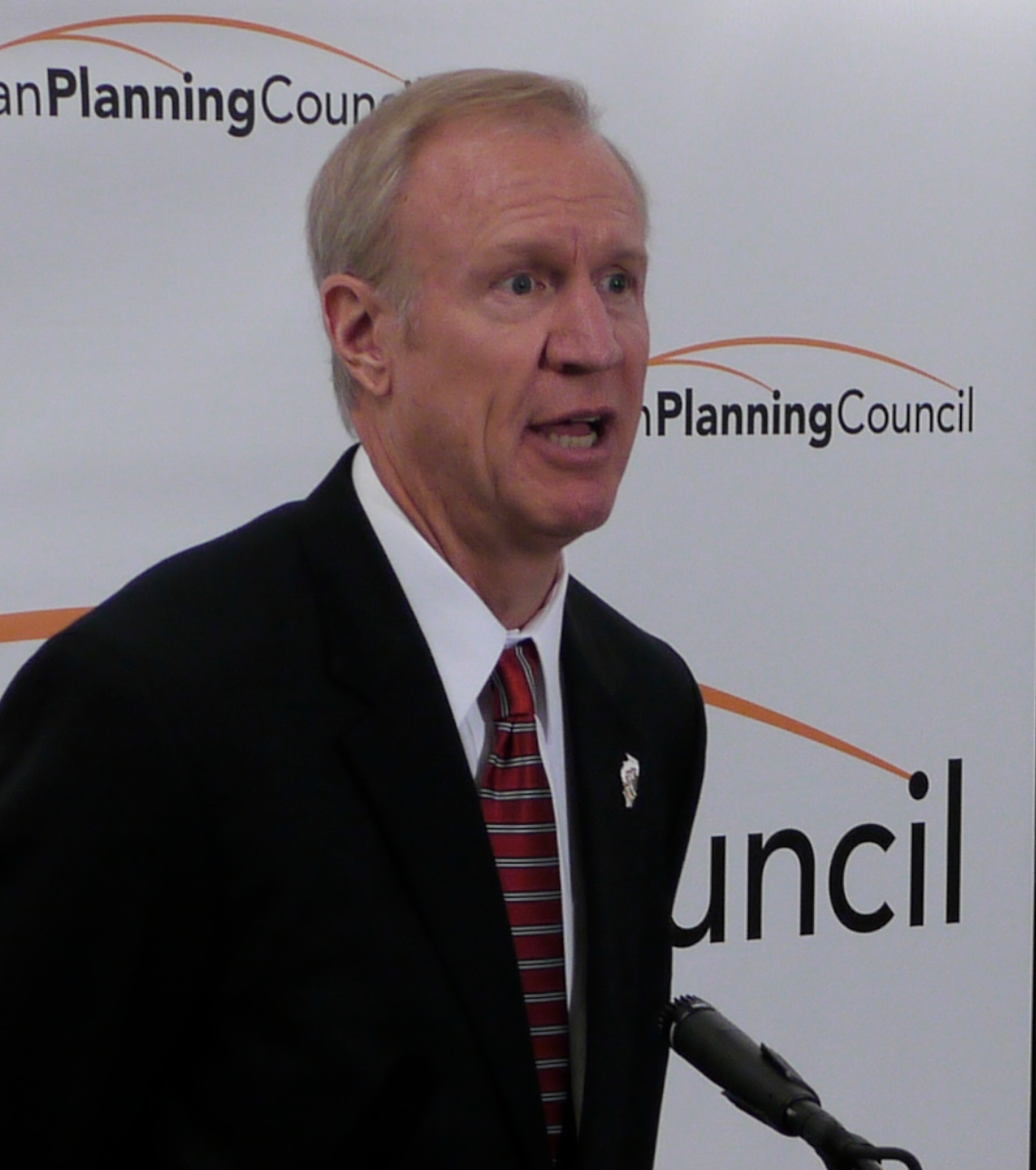
Губернатор Іллінойсу республіканець Брюс Раунер

Республіканська партія має підтримку в віддалених передмістях Чикаго, сільськогосподарських районах на півночі та в центрі штату, а також на півдні, крім території навколо Іст-Сент-Луїса. Впродовж 14 президентських перегонів, з 1920 по 1972 роки, більшість виборців штату голосувала за того кандидата, який в результаті вигравав вибори. Впродовж 20 століття лише двічі, в 1916 та 1976 роках, Іллінойс та США в цілому голосували за різних кандидатів.
Проте в останні роки в штаті посилилася підтримка демократів, що видно з шести останніх президентських виборів: щоразу більшість виборців стабільно підтримувала висуванців Демократичної партії. У 2000 році республіканець Джордж Буш-молодший виграв вибори, не отримавши достатньої підтримки в Іллінойсі. Виходець Іллінойсу Барак Обама отримав 21 голос від представників штату у 2008 році, здобувши підтримку 61,9 % виборців штату. На губернаторських виборах 2010 року чинний губернатор Пат Квінн був переобраний з 47 % голосів, тоді як республіканець Марк Кірк з 48 % голосів був обраний до Сенату. На президентських виборах 2012 року чинний президент Обама здобув підтримку 58 %, його опонент Мітт Ромні — 41 %. Але в листопаді 2014 року на виборах губернатора штату республіканець Брюс Раунер переміг демократа Пата Квінна (50 % — 46 %), хоча 53 % виборців проголосували за переобрання сенатора Річарда Дурбіна від Демократичної партії. Раунер, таким чином, став першим губернатором штату від Республіканської партії за останні 12 років.

### Історія корупції
Іллінойс відомий кількома значними корупційними скандалами. Деякі губернатори, зокрема, Едлай Стівенсон та Джеймс Роберт Томпсон, проводили рішучу антикорупційну політику.
2006 року колишнього губернатора Джорджа Раяна було ув'язнено терміном на шість із половиною років за звинуваченням у хабарництві та рекетирстві. У 2008 році тодішньому губернатору Роду Благоєвичу було висунуто кримінальне звинувачення в корупції на підставі того, що він намагався продати місце в Сенаті, звільнене Бараком Обамою після обрання президентом, тому, хто виплатить найвищу ціну. 7 грудня 2011 року Благоєвича було засуджено до 14 років ув'язнення, як за вину в корупційному скандалі, так і за неправдиві свідчення в суді. Всього Благоєвичу було висунуто 18 звинувачень.
Наприкінці 20 століття конгресмен Ден Ростенковскі був ув'язнений за шахрайство з використанням пошти, колишній губернатор та федеральний суддя Отто Кернер-молодший — за хабарництво, а аудитор державних рахунків Орвілл Ходж — за розтрату майна.
1912 року Вільяма Лорімера, голову Республіканської партії в Чикаго, було виключено з Сенату США за хабарництво. Пізніше, 1921 року, губернатора Лена Смолла було викрито в крадіжці одного мільйона доларів зі скарбниці штату шахрайськими методами.

### Політичні династії
Дві родини зіграли значну роль у політичному житті штату — родини Стівенсонів (англ. Stevenson) та Дейлі (англ. Daley). Всі політики з цих династій були демократами.
Династія Стівенсонів:
- Едлай Стівенсон I (1835–1914) — віцепрезидент США, конгресмен.
- Льюїс Стівенсон (1868–1932) — секретар штату Іллінойс, син Едлая Стівенсона I.
- Едлай Стівенсон II (1900–1965) — губернатор Іллінойсу, посол США в ООН, двічі висувався в президенти від Демократичної партії (обидва рази програв Дуайту Ейзенхауеру), син Льюїса.
- Едлай Стівенсон III (нар. 1930) — був сенатором США протягом 10 років, син Едлая Стівенсона II.

Династія Дейлі:
- Річард Джозеф Дейлі (1902–1976) — мер Чикаго у 1955—1976 роках.
- Річард Майкл Дейлі (нар. 1942) — мер Чикаго у 1989—2011 роках, син Річарда Джозефа.
- Вільям Майкл (Білл) Дейлі (нар. 1948) — голова адміністрації Президента США, син Річарда Джозефа.

## Місцева влада

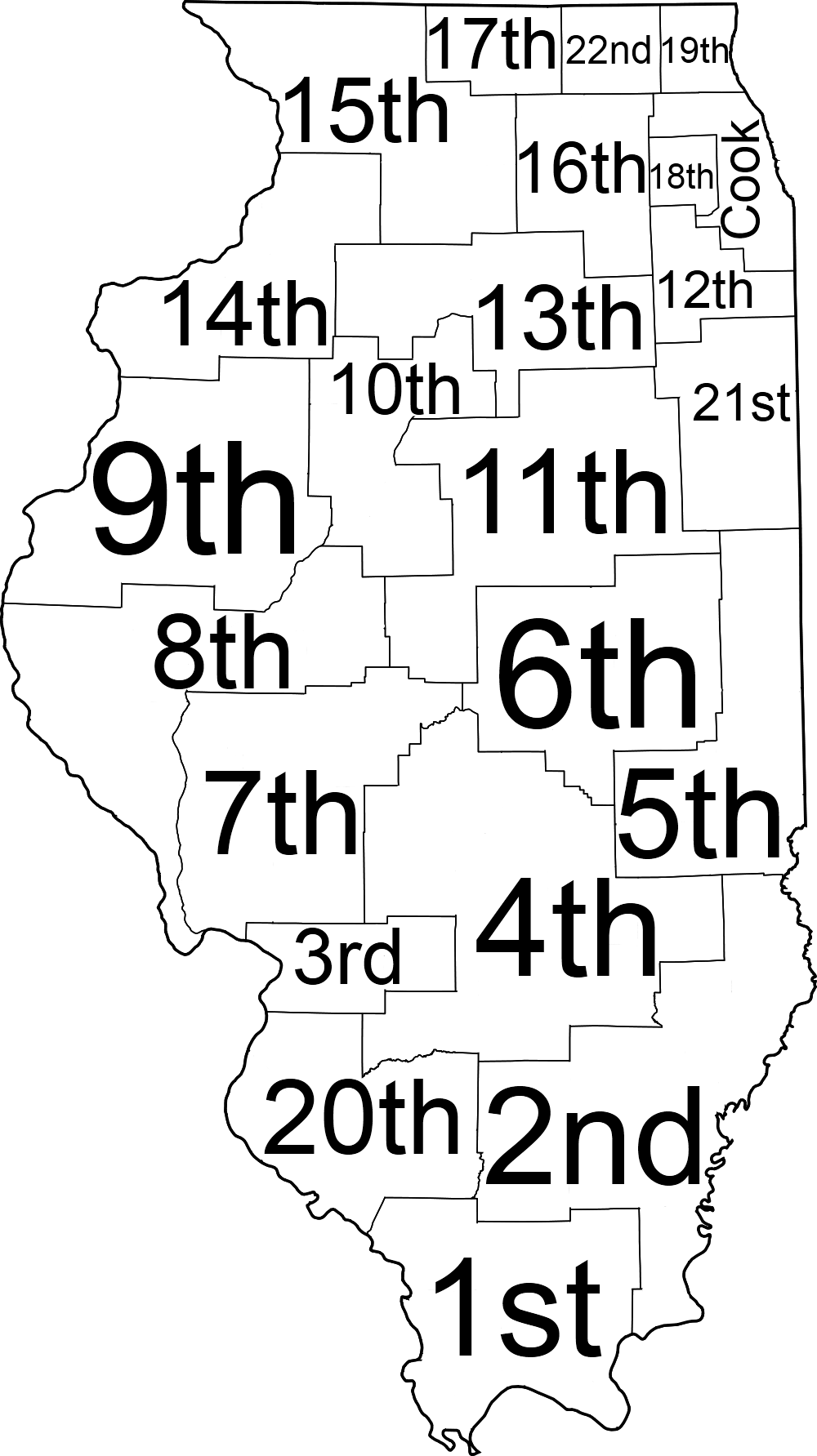
Карта судових округів Іллінойсу

Влада Іллінойсу, що керується Конституцією штату Іллінойс, складається з трьох гілок: законодавчої, виконавчої та судової. Виконавча влада представлена губернатором штату та кількома виборними установами. Законодавча влада належить Генеральній асамблеї Іллінойсу. Судова влада представлена Вищим судом та підлеглими йому судами.
Генеральна асамблея Іллінойсу — установа, до якої входять 118 делегатів від Палати представників Іллінойсу та 59 від Сенату Іллінойсу. Асамблея обирається на початку кожного парного року.
Виконавча гілка влади складається з шести виборних чиновників, їхніх представництв та багатьох інших відділів. Чиновниками є губернатор (англ. Governor), лейтенант-губернатор (англ. Lieutenant Governor), генеральний прокурор (англ. Attorney General), секретар штату (англ. Secretary of State), контролер (англ. Comptroller) та скарбник (англ. Treasurer). Уряд Іллінойсу має у своєму складі велику кількість відділів, агентств, рад та комісій, але представництва вищеназваних чиновників виконують більшу частину роботи.
Судова гілка складається з Вищого суду, Апеляційного суду та окружних судів. Вищий суд наглядає за роботою всієї судової системи.

## Адміністративний поділ

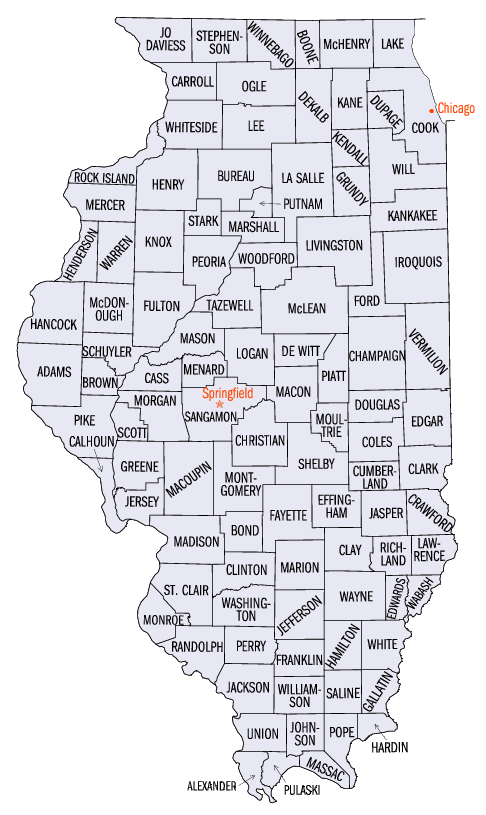
Карта 102 адміністративних округів Іллінойсу

Адміністративно Іллінойс поділяється на 102 округи (англ. counties). 85 із них поділяються на тауншипи. Єдиний виняток — місто Чикаго, яке не належить до жодного тауншипу. Інші 17 округів поділяються на 261 спеціальний район (англ. precincts). Муніципальними одиницями є міста (англ. towns), села (англ. villages) та інкорпоровані містечка (англ. incorporated towns).
Мінімальне встановлене законом населення міста — 2500 осіб. Для села ця цифра залежить від розміру округу та інших критеріїв. Населений пункт із принаймні 25 тисячами мешканців автоматично отримує право на самоврядування (англ. home-rule).

## Населення

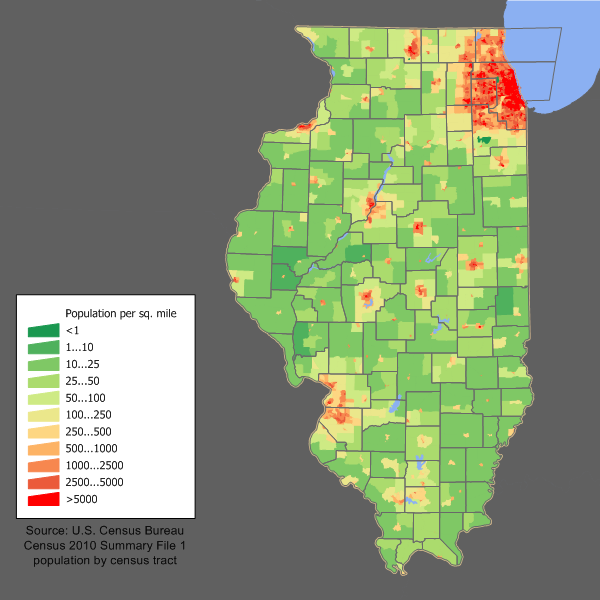
Густота населення Іллінойсу

За даними перепису 2010 року населення Іллінойсу становить 12 830 632 мешканці. Кількість населення зростає з кожним черговим переписом.
Станом на 2013 рік, 13,8 % мешканців штату були народжені за межами США.
Третє за величиною місто США, Чикаго, знаходиться на півночі Іллінойсу. 2000 року 23,3 % населення Іллінойсу проживало в Чикаго, 43,3 % — в окрузі Кук і 65,6 % — в частині Чикаголенду, яка належить штату.
Решта населення живе в менших містах та сільській місцевості. Згідно з даними перепису 2000 року, геометричний центр населення штату знаходиться в окрузі Ґранді, географічні координати 41°16′42″ пн. ш. 88°22′49″ зх. д..

### Мови штату
Єдиною офіційною мовою штату є англійська. Іллінойс одним із перших штатів запровадив офіційне мовне законодавство, хоча при цьому офіційною мовою була оголошена «американська» (англ. American language). 1923 року представник Монтани Вашингтон Маккормік невдало спробував провести через Конгрес США закон, що оголошував би «американську» мову офіційною в усіх штатах. Після невдачі Маккорміка сенатор Франк Раян спробував провести схожий законопроєкт через Генеральну асамблею Іллінойсу. Його спроба виявилася вдалою завдяки депутатам ірландського та єврейського походження з Чикаго, які проголосували проти слова «англійська мова» через протест проти політики Великої Британії в Ірландії та Палестині. 1969 року іншим рішенням Генеральної асамблеї було повернуто термін «англійська», хоча назва «американська» подекуди залишилася в тогочасних документах.
У колоніальний період на території сучасного Іллінойсу була поширена мова маямі-іллінойс. Французькі місіонери Жак Гравьєр та Жан Ле Булланже на початку 18 століття уклали два французько-іллінойські словники. Іншими мовами, поширеними на території Іллінойс на момент його утворення як штату (1818 рік), були потаватомі, сок-фокс та оджібве. Носії цих мов були витіснені зі штату після поразки у Війні Чорного Яструба за Другою Чиказькою угодою 1833 року.
До 1763 року основною мовою колоніального Іллінойсу була французька. Передача Іллінойсу до складу Великої Британії спричинила потік англомовного населення, але територія сучасного штату довгий час залишалася двомовною. Згодом французька мова втратила свої позиції в Іллінойсі, залишившись у вжитку лише в кількох селищах вздовж річки Міссурі у вигляді так званого міссурійського діалекту. Під час перепису 2010 року французьку мову вказали рідною 0,29 % жителів штату.
Англійська мова є рідною для 78,26 % жителів штату. Серед інших мов найпоширенішою є іспанська.
| Мова       | Відсоток носіїв (2010) |
| ---------- | ---------------------- |
| англійська | 78,26 %                |
| іспанська  | 12,74 %                |
| польська   | 1,64 %                 |
| китайська  | 0,67 %                 |
| тагальська | 0,64 %                 |
| німецька   | 0,41 %                 |
| корейська  | 0,41 %                 |
| арабська   | 0,38 %                 |
| урду       | 0,35 %                 |
| російська  | 0,35 %                 |
| італійська | 0,34 %                 |
| гуджараті  | 0,32 %                 |
| грецька    | 0.30 %                 |
| гінді      | 0.30 %                 |

### Найбільші міста
| Місто      | Оригінальна назва | Округ        | Населення |
| ---------- | ----------------- | ------------ | --------- |
| Чикаго     | Chicago           | Кук/Дюпаж    | 2 695 598 |
| Аурора     | Aurora            | Кейн         | 197 899   |
| Рокфорд    | Rockford          | Віннебаґо    | 152 871   |
| Джолієт    | Joliet            | Вілл/Кендалл | 147 433   |
| Непервілл  | Naperville        | Дюпаж        | 141 853   |
| Спрингфілд | Springfield       | Сенґемон     | 116 250   |
| Піорія     | Peoria            | Піорія       | 115 007   |
| Елджін     | Elgin             | Кейн/Кук     | 108 188   |
| Вокіґан    | Waukegan          | Лейк         | 91 400    |
| Сісеро     | Cicero            | Кук          | 83 891    |

### Вікова демографія

Вікова піраміда Іллінойсу (2000)

Станом на 2000 рік розподіл населення за віком був таким:
- До 5 років: 7,1 %
- До 18 років: 26,1 %
- Старші за 65 років: 12,1 %

Жіноче населення Іллінойсу становило приблизно 51 % від загального.

### Расовий склад[73]
|                                         | 2000, % | 2010, % | 2020, % |
| --------------------------------------- | ------- | ------- | ------- |
| білі (без врахування латиноамериканців) | 67,83   | 63,66   | 58,32   |
| окремо латиноамериканці                 | 12,32   | 15,80   | 18,24   |
| чорні                                   | 14,95   | 14,29   | 13,86   |
| азіати                                  | 3,38    | 4,52    | 5,83    |
| корінні американці                      | 0,15    | 0,15    | 0,13    |
| вихідці з тихоокеанських островів       | 0,03    | 0,02    | 0,02    |
| інша раса                               | 0,11    | 0,12    | 0,35    |
| змішані раси (мультираса)               | 1,24    | 1,43    | 3,24    |

### Релігія

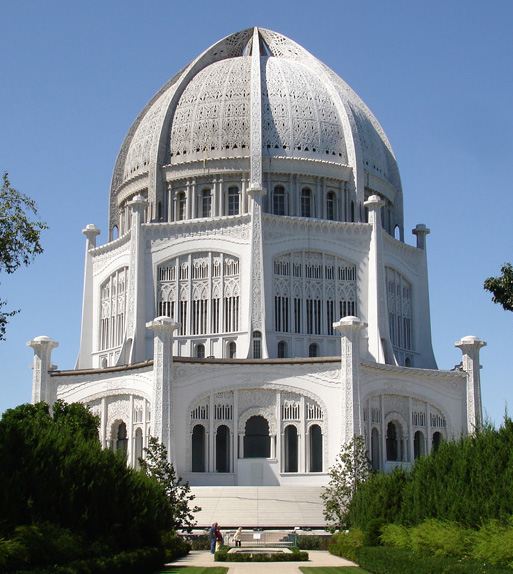
Храм бахаїзму у Вілметті

Релігійний склад населення за опитуванням 2001 року:
- християнство — 76,5 %
- юдаїзм — 1,3 %
- іслам — 0,5 %
- буддизм — 0,5 %
- індуїзм — 0,4 %
- інші релігійні течії — 1,3 %
- без релігії — 14,1 %
- не вказали релігію — 5,4 %

Протестанти є найбільшою релігійною групою в Іллінойсі, проте, на відміну від інших штатів, вони не мають явної абсолютної більшості. Римо-католики, які проживають переважно в Чикаго та околицях, становлять близько 30 % населення.
Метрополійна область Чикаго має третю за чисельністю спільноту юдеїв в США.

### Злочинність і безпека
Злочинність в штаті складає 404,1 на 100 000 населення. Місло Данвіль є найбільш небезпечним, хоча в Чикаго було зафіксовано 27 357 злочинів у 2018 році.

## Освіта

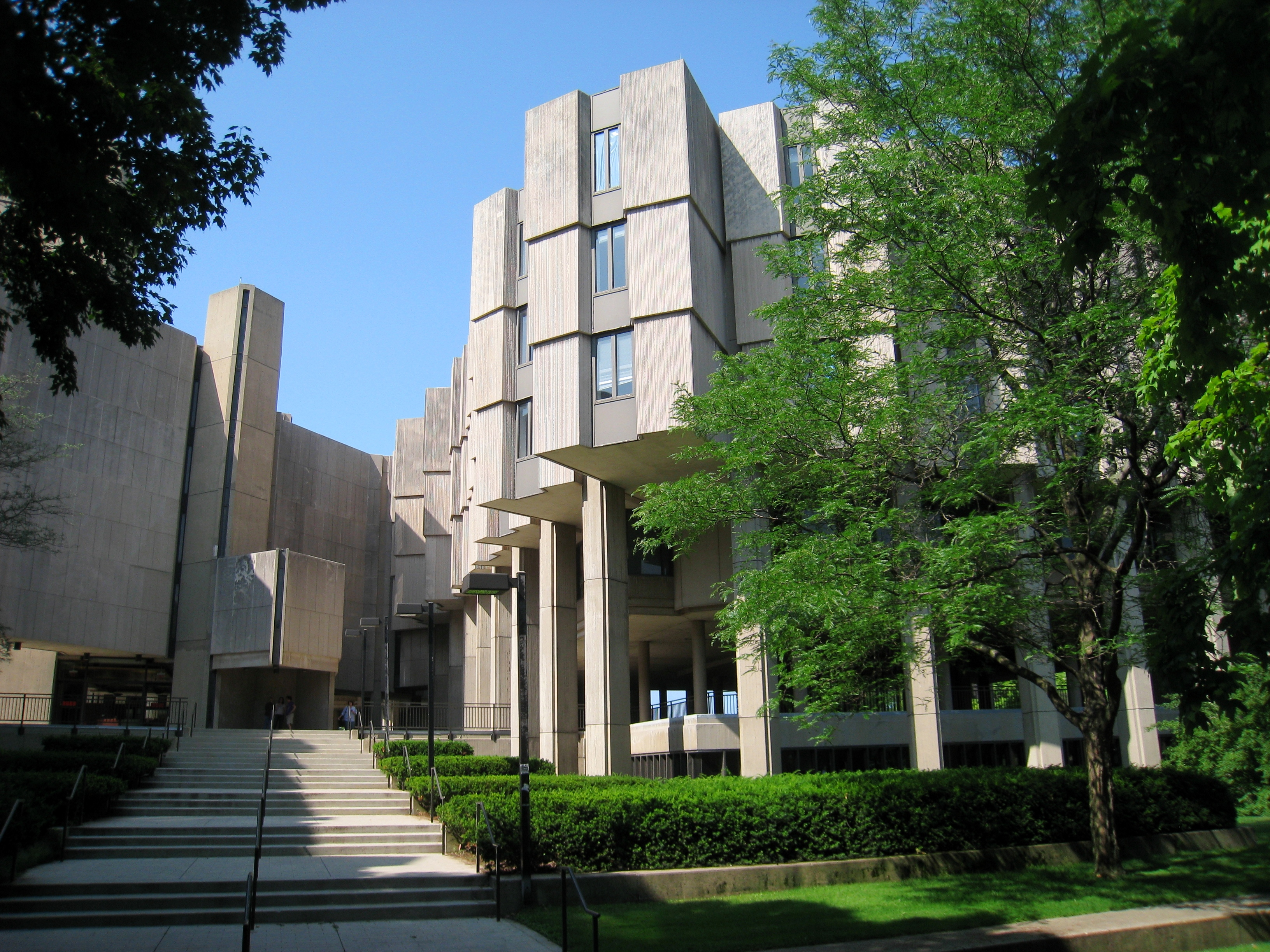
Головна бібліотека Північно-Західного університету в Еванстоні

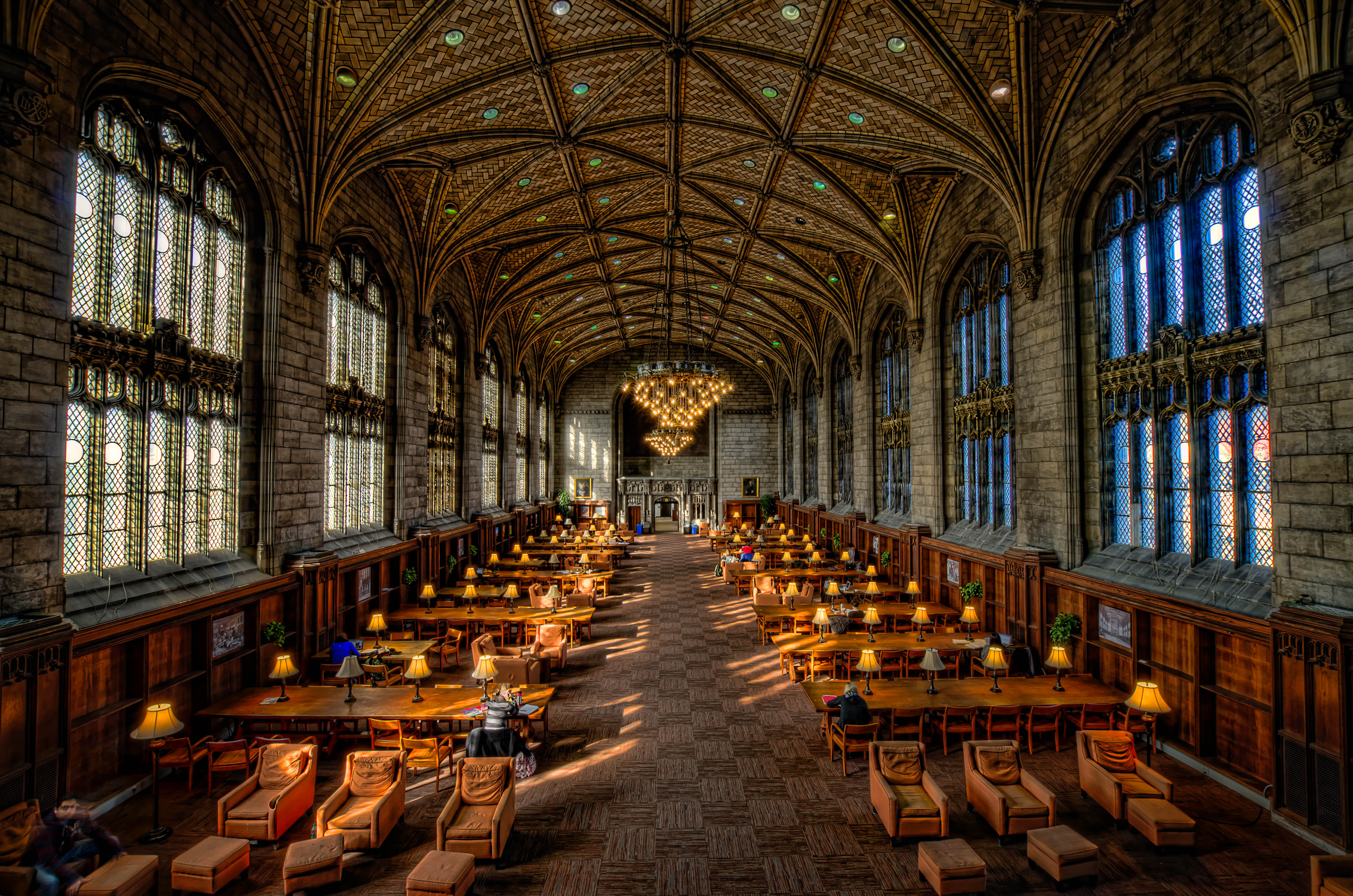
Інтер'єр бібліотеки Університету Чикаго

### Освітня рада Іллінойсу
Освітня рада Іллінойсу (англ. Illinois State Board of Education, ISBE) — незалежна від губернатора та уряду штату установа, що адмініструє освіту в штаті. Окремі школи підпорядковуються муніципалітетам та відповідним шкільним округам, але ISBE контролює діяльність шкіл за допомогою спеціальної форми (англ. Illinois School Report Card) та вповноважена давати рекомендації уряду штату стосовно фінансування та нормативного регулювання освіти.

### Початкові та середні школи
Освіта в Іллінойсі є обов'язковою для дітей віком від 7 до 17 років. Школи зазвичай поділяються на три рівні — початкова школа (англ. elementary school), середня школа (англ. middle school, junior high school) та старша школа (англ. high school). Шкільні округи мають доволі складну структуру, причому багато територій формально належать до двох округів — одного для старшої школи та другого для початкової та середньої. Ці два поділи не обов'язково пов'язані між собою: один округ старшої школи може містити в собі декілька округів молодшої та середньої, і навпаки.

### Коледжі та університети
Станом на серпень 2010 року, декілька університетів Іллінойсу входять до числа найкращих у США: Університет Чикаго (4), Північно-Західний університет з основним кампусом в Еванстоні (12), Іллінойський університет в Урбана-Шампейн (41), Університет Лойола в Чикаго (106), Іллінойський технологічний інститут (113).
Університет Чикаго протягом тривалого часу тримається в першій десятці університетів світу за різноманітними рейтингами. Університет Іллінойсу в Урбана-Шампейні вважається одним із найкращих інженерних вишів у США та світі.

## Спорт
Практично всі спортивні команди вищих ліг в Іллінойсі базуються в Чикаго. Серед них:
- Чикаго Кабс (англ. Chicago Cubs) — бейсбольна команда. Домашнім стадіоном для «Чикаго Кабс» є Wrigley Field на півночі Чикаго.
- Чикаго Вайт Сокс (англ. Chicago White Sox) — бейсбольна команда. Домашнім стадіоном є U.S. Cellular Field на півдні Чикаго.
- Чикаго Берс (англ. Chicago Bears) — команда з американського футболу, базується на стадіоні Солджер-Філд.
- Чикаго Файр (англ. Chicago Fire) — футбольна команда, домашній стадіон — Тойота Парк.
- Чикаго Блекгокс (англ. Chicago Blackhawks) — хокейна команда. Домашня арена «Чикаго Блекгокс» — Юнайтед-центр.
- Чикаго Буллз (англ. Chicago Bulls) — баскетбольна команда. Домашня арена — Юнайтед-центр.

Окрім того, в штаті є велика кількість спортивних команд нижчого рівня, що базуються як у Чикаго, так і за його межами. На автобанах Іллінойсу проводилися автомобільні перегони, організовані NASCAR, Champ Car та IndyCar.

## Пам'ятки

### Музеї

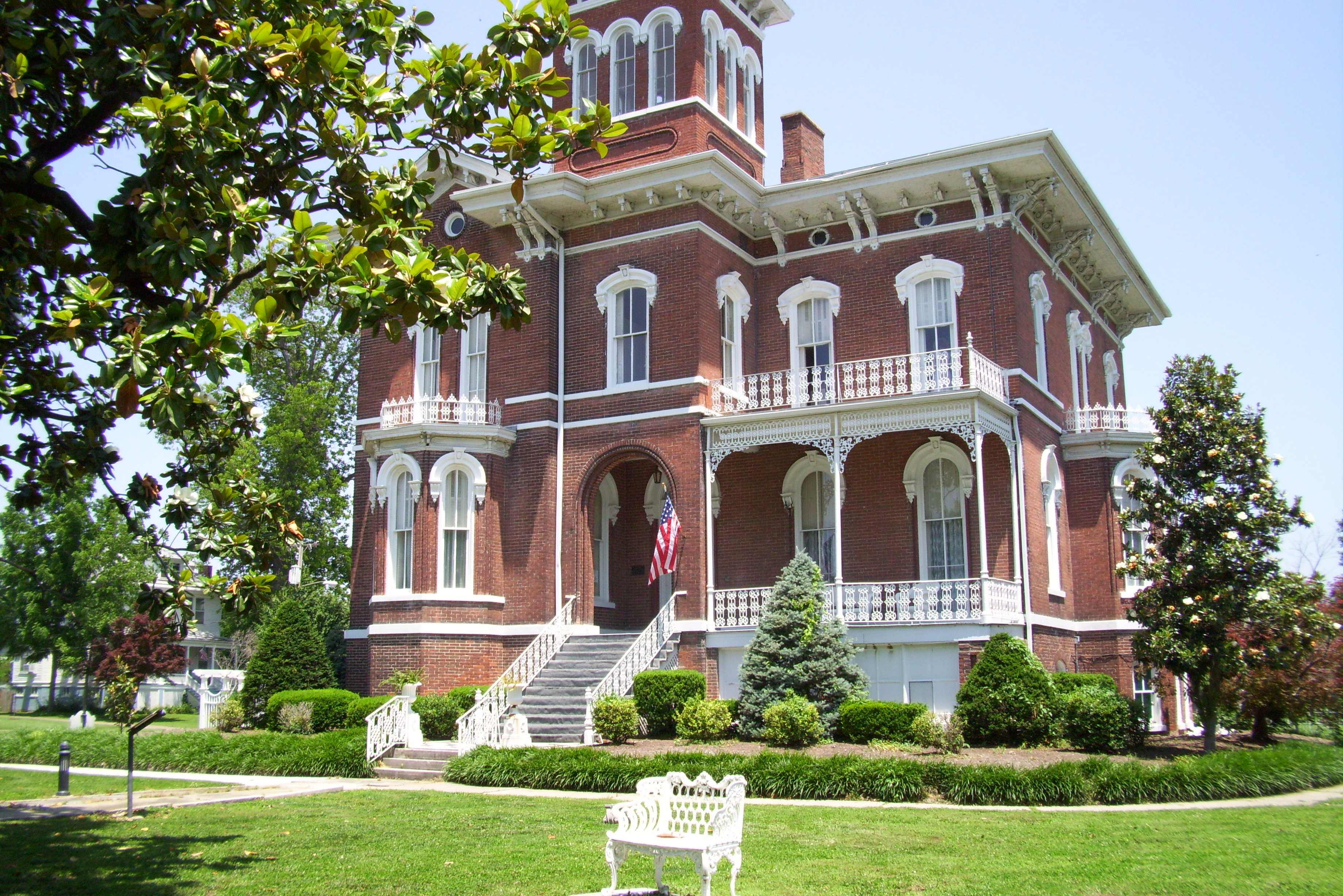
Помістя Магнолія — вікторіанський історичний будинок-музей у Кейро

В Іллінойсі є велика кількість музеїв, основна маса яких зосереджена в Чикаго. Деякі з найвідоміших музеїв Чикаго — Акваріум Шедда, Філдівський музей природної історії, Чиказький художній інститут, Планетарій Адлера, Музей науки та промисловості тощо.
В Українській околиці Чикаго розташовані Український національний музей Чикаго та Український інститут модерного мистецтва.
Сучасний Президентський музей-бібліотека Авраама Лінкольна в Спрингфілді є найбільшою та найпопулярнішою президентською бібліотекою в США. До інших історичних музеїв штату належать: Польський музей Америки (англ. Polish Museum of America) в Чикаго, Помістя Магнолія (англ. Magnolia Manor) в Кейро та Будинок Улісса Гранта в Галені.
Агломерація Чикаго також має два зоопарки — великий Брукфілдський зоопарк в західному передмісті Брукфілд, що містить понад 2300 тварин та має площу 87 гектарів, та Зоопарк у Лінкольн-Парку на півночі від центру Чикаго, площею в 14 гектарів.

## Транспорт

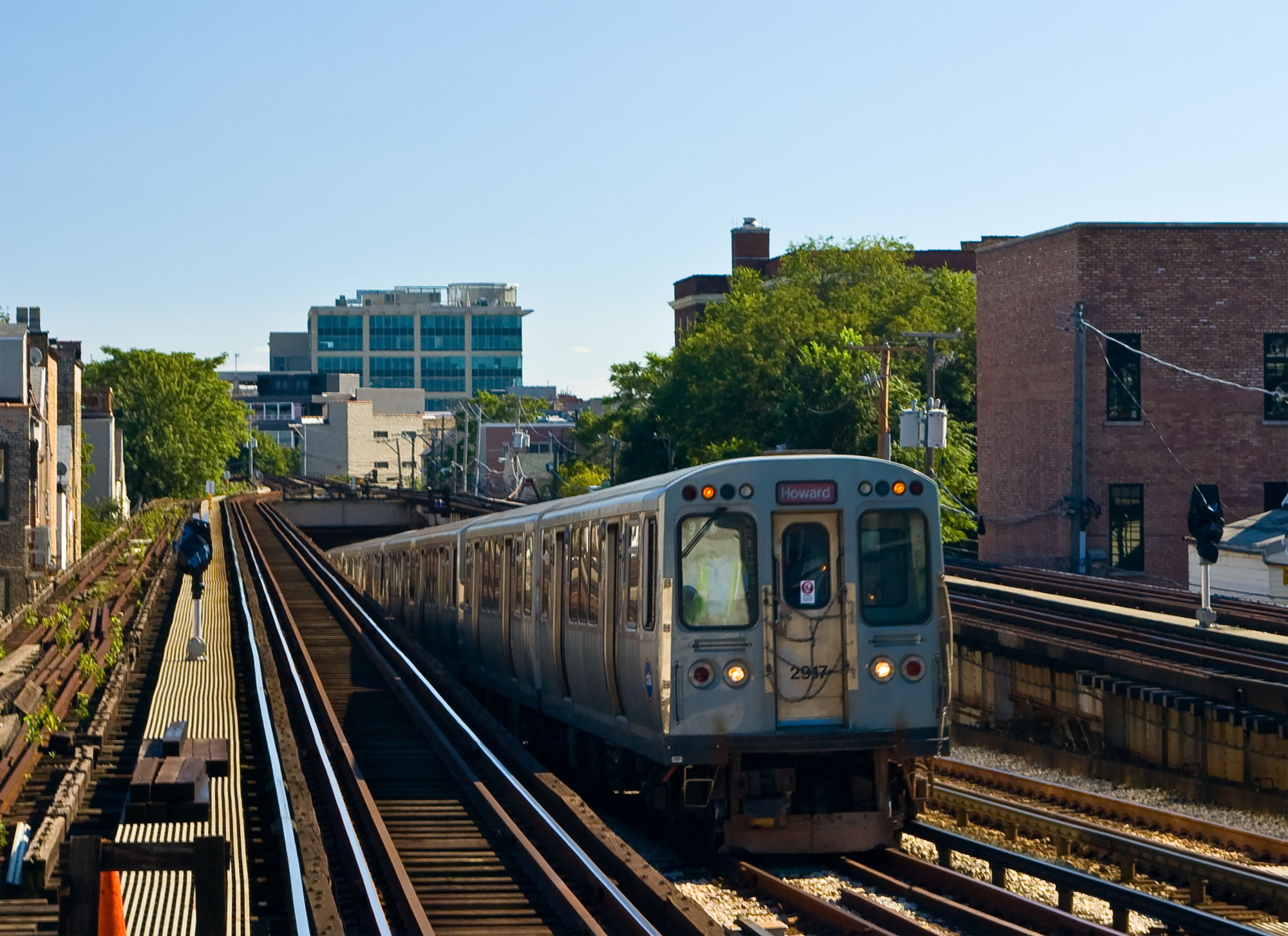
Поїзд червоної гілки Чиказького метрополітену

Іллінойс має добре розвинену транспортну систему завдяки центральному розташуванню в США та близькості до Великих озер і Кукурудзяного поясу.
З 1962 по 1998 рік Міжнародний аеропорт О'Хара (ORD), що знаходиться на північно-західній околиці Чикаго, був найзавантаженішим аеропортом світу за кількістю пасажирів та окремих рейсів. Хоча за цими критеріями 1998 року він поступився аеропорту Гартсфілд-Джексон в Атланті, О'Хара залишається в першій трійці найзавантаженіших аеропортів світу, а в деякі роки виходить на перше місце. Аеропорт є важливим пересадним вузлом для компаній United Airlines та American Airlines. Міжнародний аеропорт Чикаго Мідвей (MDW), розташований на південному заході Чикаго, є другим за важливістю аеропортом Іллінойсу. Станом на 2005 рік, Мідвей був 30-м аеропортом США за пасажиропотоком.
Громадський транспорт у метрополійній області Чикаго представлений Чиказьким метрополітеном, що керується компанією CTA, автобусними маршрутами компаній CTA (Чикаго та найближчі передмістя) та Pace, а також залізничними системами Metra та Amtrak.

## Українська діаспора в Іллінойсі
Етнічно українське населення штату зосереджене переважно в Чикаго та передмістях. Українська околиця (англ. Ukrainian Village), місцевість, що входить до адміністративного району West Town у Чикаго, має значний відсоток українців. Тут розташовані два українські музеї, крамниці, православний Собор князя Володимира, католицька Церква святих Володимира та Ольги, католицький Собор святого Миколая, місцеві відділення організацій «Пласт» та «Міст-Карпати». Українська діаспора Іллінойсу активно долучається до організації масштабного святкування Дня незалежності України в Чикаго, де збираються співочі та танцювальні гурти українців з різних штатів США, а також відомі українські виконавці.
У березні 1990 року виникла громадська організація Товариство української мови Чикаго.
У центрі Чикаго розташоване одне з чотирьох Генеральних консульств України в США.
У грудні 2002 року Українську околицю було оголошено районом-пам'яткою Чикаго, а у 2005 та 2007 роках формальні межі району було розширено.

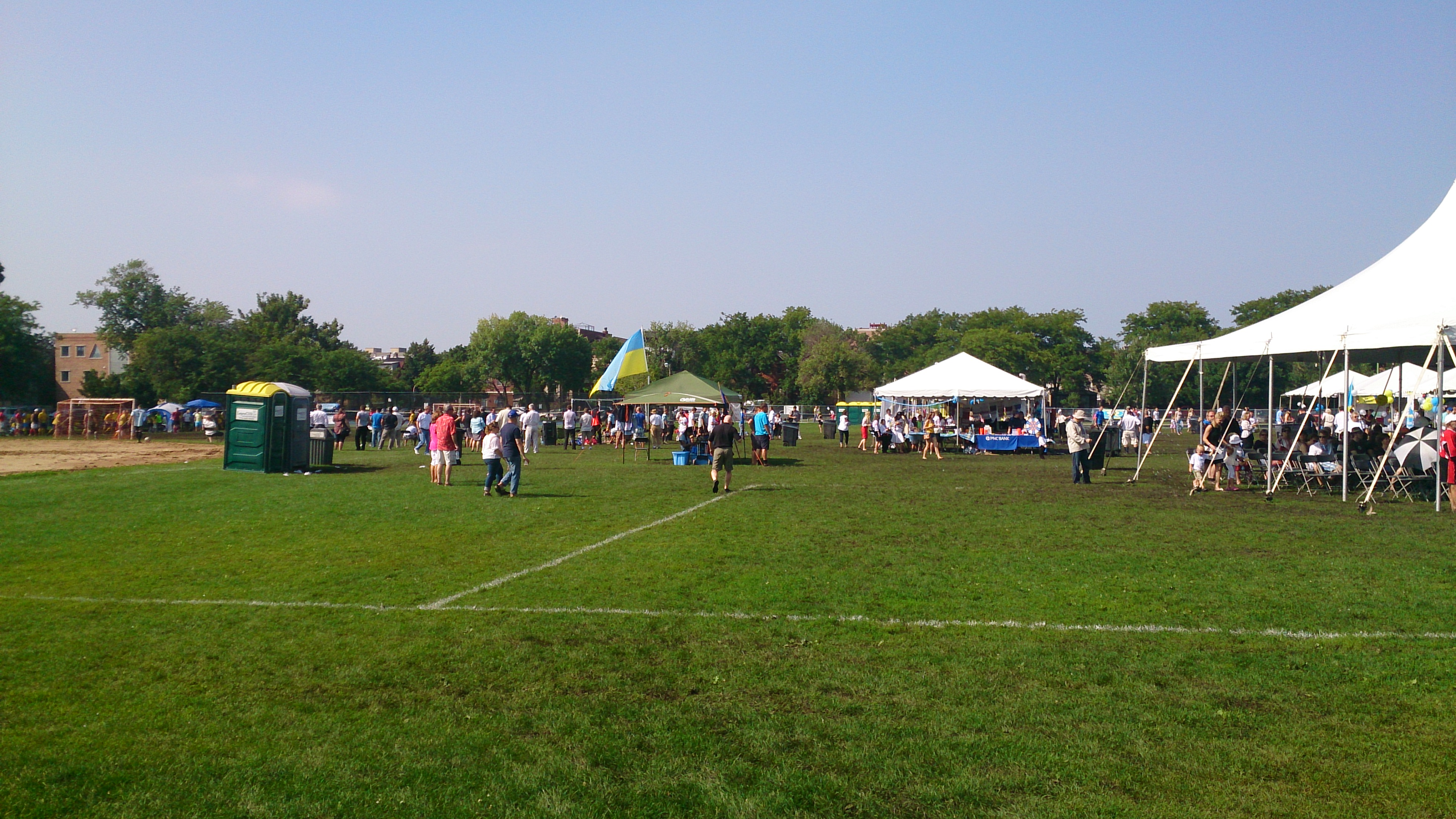
Святкування Дня незалежності України в Чикаго, 2014 рік
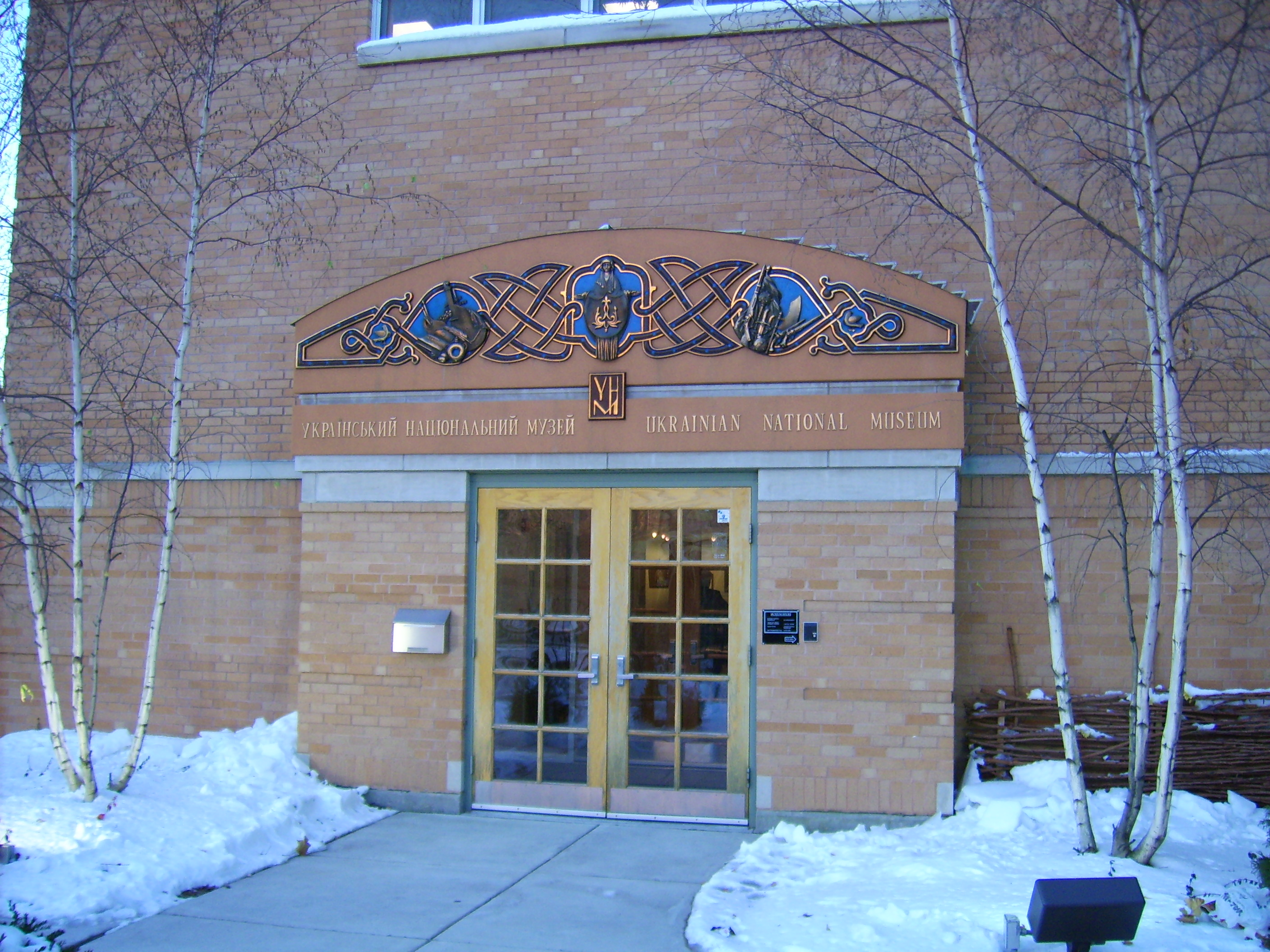
Вхід до Українського національного музею
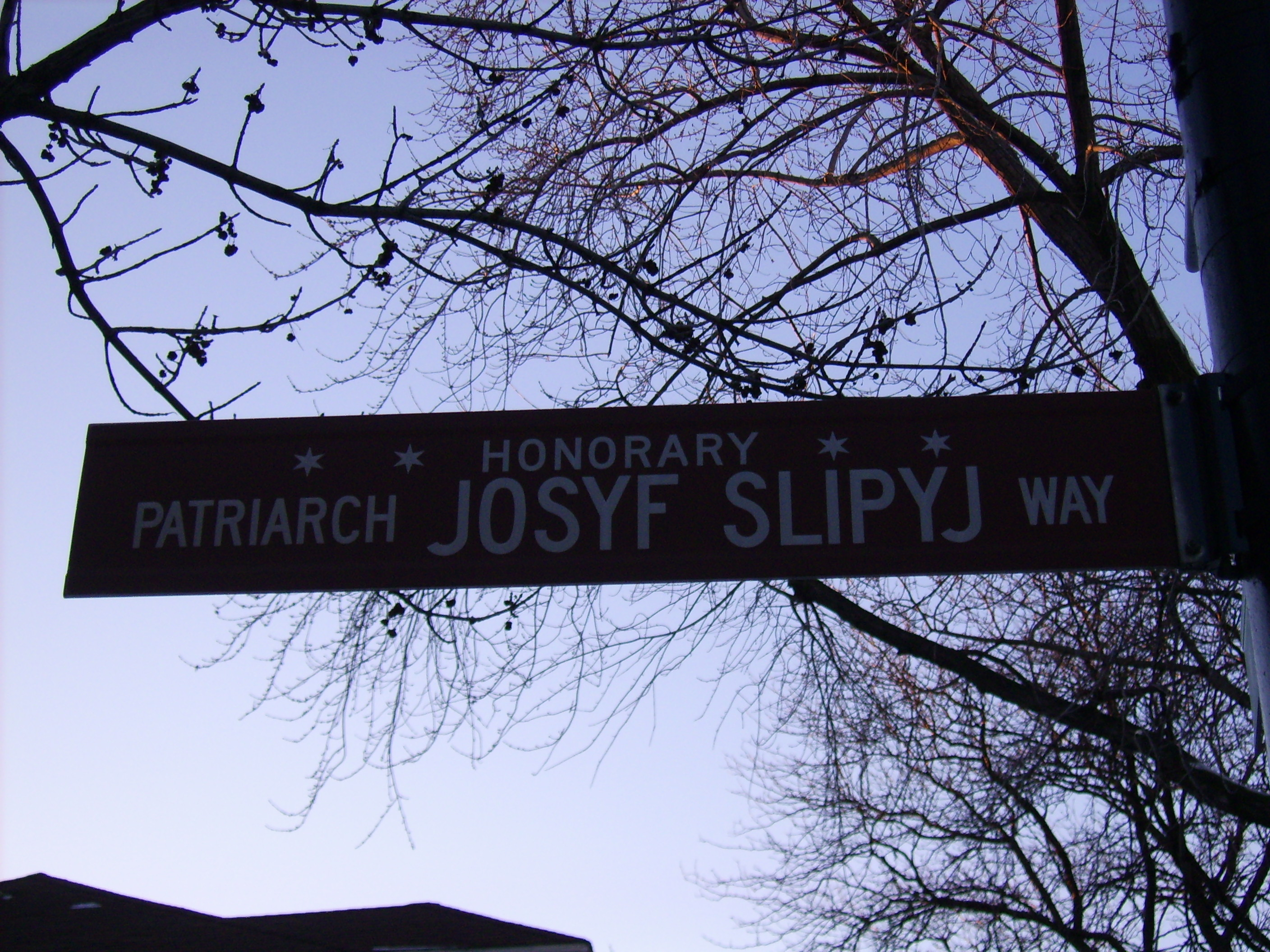
Вулиця, неофіційно названа на честь Йосипа Сліпого
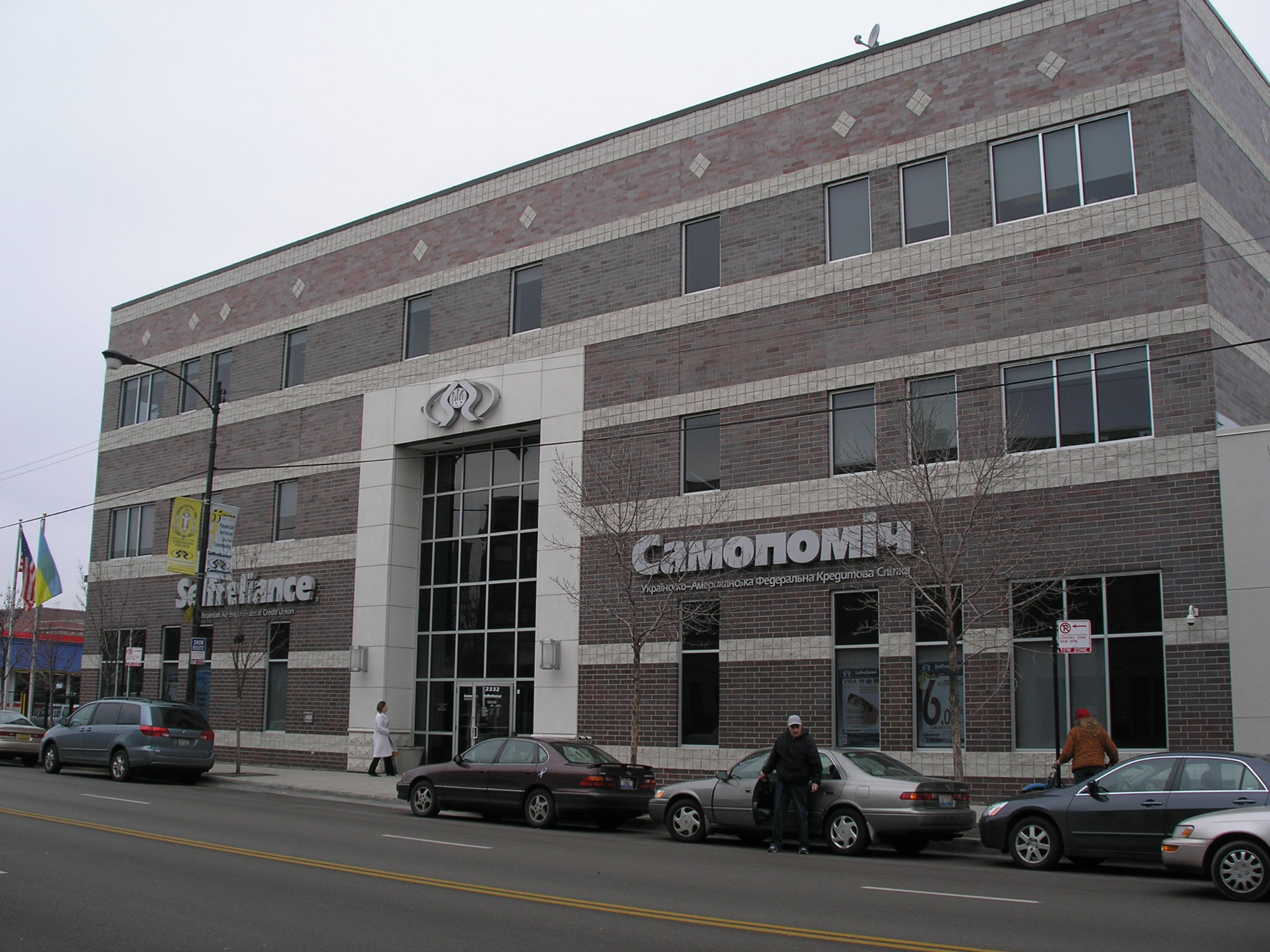
Офіс кредитної спілки «Самопоміч»

## Символи штату

Прапор штату Іллінойс
Печатка штату Іллінойс
Вказівник маршруту
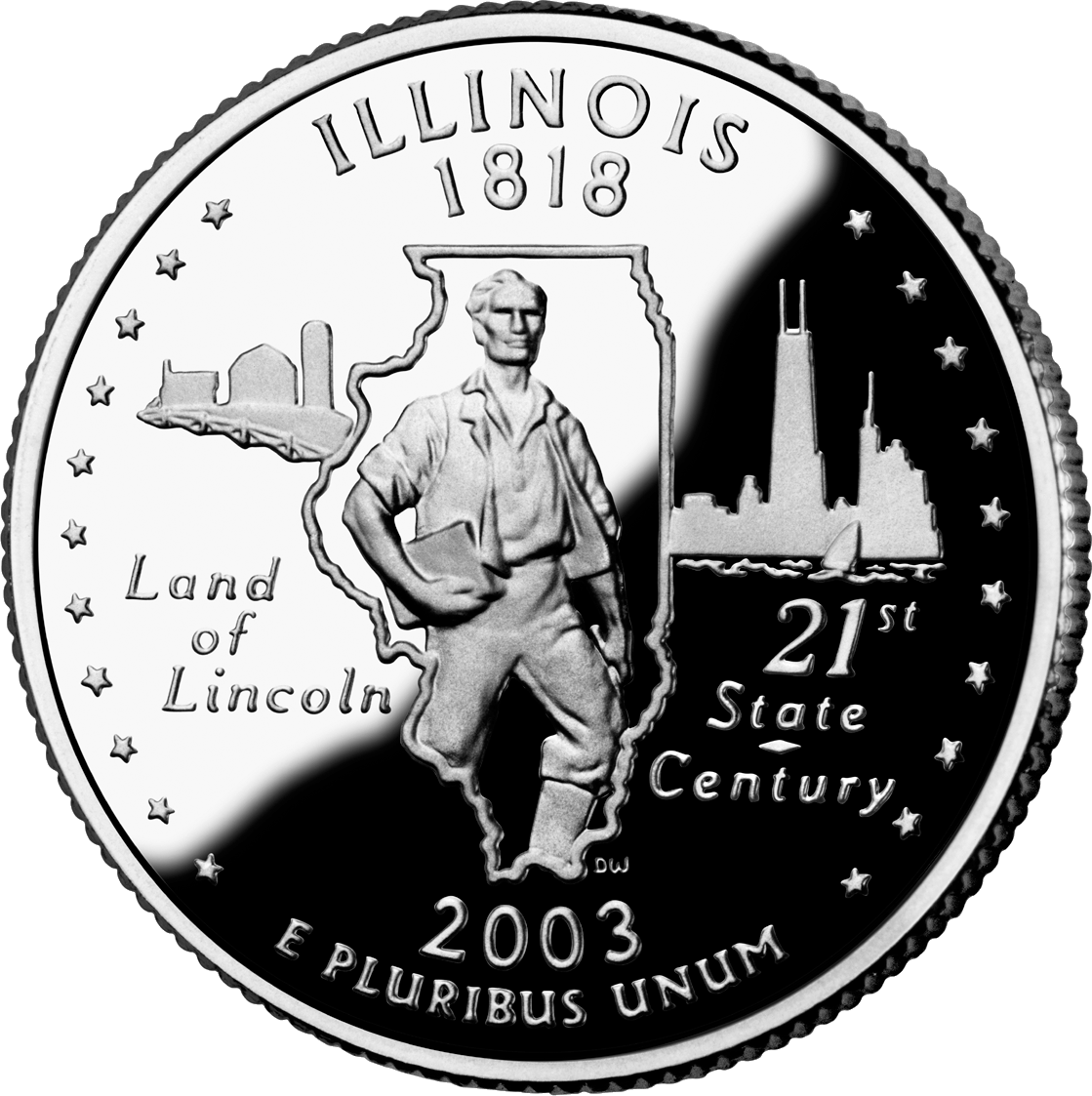
25-центова монета (quarter), 2003

Номерний знак штату (з 2001)

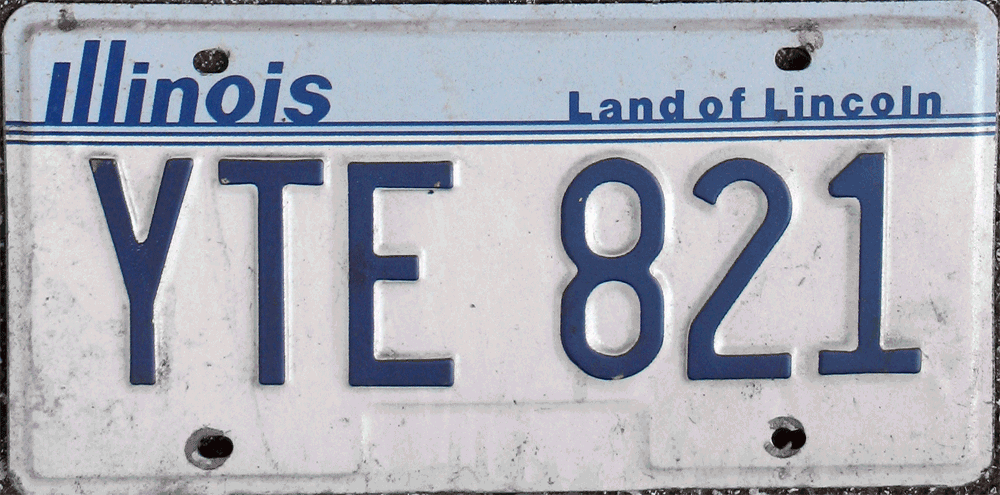
Номерний знак штату (1980—1990-ті рр.)

- Амфібія — амбістома тигрова;
- Птах — червоний кардинал;
- Метелик — монарх;
- Риба — сонячний окунь;
- Квітка — фіалка;
- Трава — бородач Жерара;
- Ссавець — олень білохвостий;
- Рептилія — розписана черепаха;
- Дерево — білий дуб;
- Танок — сквер-данс;
- Їжа — яблуко та попкорн;
- Скам'янілість — туллімонструм;
- Мінерал — флюорит;
- Девіз — «Суверенітет штату, єдність нації» (англ. State sovereignty, national union);
- Прізвисько — «Земля Лінкольна» (англ. Land of Lincoln);
- Ґрунт — драммер (глинистий);
- Пісня — «Illinois»[88][89].

## Цікавинки
- Іллінойс — перший штат, який проголосував за 13-ту поправку до Конституції США про скасування рабства[90].
- Напрямок річки Чикаго, що протікає через однойменне місто, був штучно змінений 1900 року[91].
- 95 % гарбузів, які вирощуються для насіння в США, ростуть в Іллінойсі[92], а 85 % гарбузового насіння, що продається в державі, виготовляється в місті Мортон[93].
- У березні 2009 року сенат штату Іллінойс ухвалив рішення, що Плутон буде вважатися в штаті планетою, а день 13 березня буде в штаті днем Плутона[94][95].

## Відомі постаті

### Президенти США
- Улісс Грант — народився в Огайо та служив військовим, проте напередодні Громадянської війни оселився в Іллінойсі та балотувався в президенти саме від нього.
- Авраам Лінкольн — народився в Кентуккі, переїхав до Іллінойсу у 21 рік. Був представником Генеральної асамблеї Іллінойсу та Палати представників США від 7-го округу Іллінойсу.
- Барак Обама — народився в штаті Гаваї, згодом оселився в Іллінойсі та теж балотувався від нього.
- Рональд Рейган — єдиний Президент США, який народився в Іллінойсі. Політичну кар'єру розпочав у Каліфорнії, де став губернатором і балотувався в президенти.

### Інші політичні діячі
- Річард Дурбін — американський політик, сенатор США від штату Іллінойс.

### Науковці
- Джейн Аддамс — американський соціолог і філософ, лауреат Нобелівської премії миру 1931 року.
- Енріко Фермі — італійський фізик, відомий своїми роботами в області ядерної, квантової та статистичної фізики.

### Митці та актори
- Луї Армстронг — американський джазовий музикант, відомий у США як король джазу.
- Рей Бредбері — американський письменник.
- Едді Веддер — чільний вокаліст і один з трьох гітаристів рок-гурту «Pearl Jam».
- Робін Вільямс — американський актор, комік, лауреат декількох нагород.
- Джейн Лінч — американська акторка, співачка, сценарист, письменниця. Лауреат премій Гільдії кіноакторів США, Еммі (премія) і Золотий глобус.
- Френк Ллойд Райт — американський архітектор-новатор.
- Текора Роджерс — американська джаз-співачка.
- Гаррісон Форд — американський актор.
- Ернест Хемінгуей — американський письменник та журналіст, лауреат Нобелівської премії з літератури 1954 року.

### Спортсмени
- Метт Г'юз — американський спортсмен, професійний борець, спеціаліст зі змішаних бойових мистецтв.
- Деррік Роуз — американський професійний баскетболіст.
- Кріс Челіос — американський хокеїст, член Зали слави хокею (2013).

### Українці, пов'язані з Іллінойсом
- Дарія Маркусь — український науковець-енциклопедист, співредактор Енциклопедії української діаспори.
- Катерина Ющенко — економіст, підприємець, дружина експрезидента України Віктора Ющенка.
- Наталія Яресько — українська громадська діячка і підприємець, міністр фінансів України з 2 грудня 2014.

### Інші
- Г'ю Гефнер — американський видавець, засновник і шеф-редактор журналу «Плейбой».
- Рене Робер Кавельє де ла Саль — французький мореплавець.
- Мішель Обама — юрист, дружина Барака Обами.
- Джей Пріцкер — бізнесмен, філантроп.

## Галерея

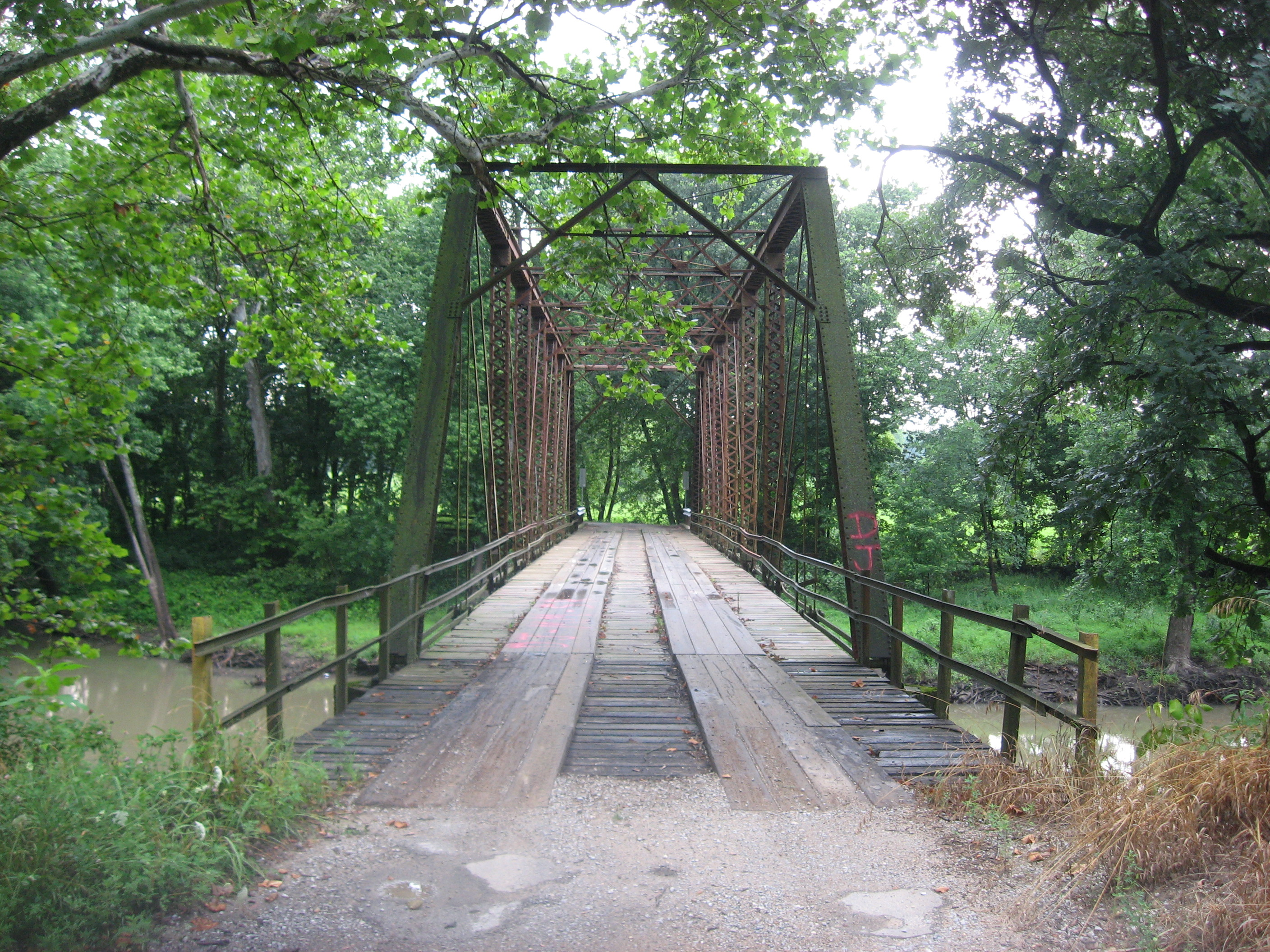
Міст Ейртайт через річку Ембро
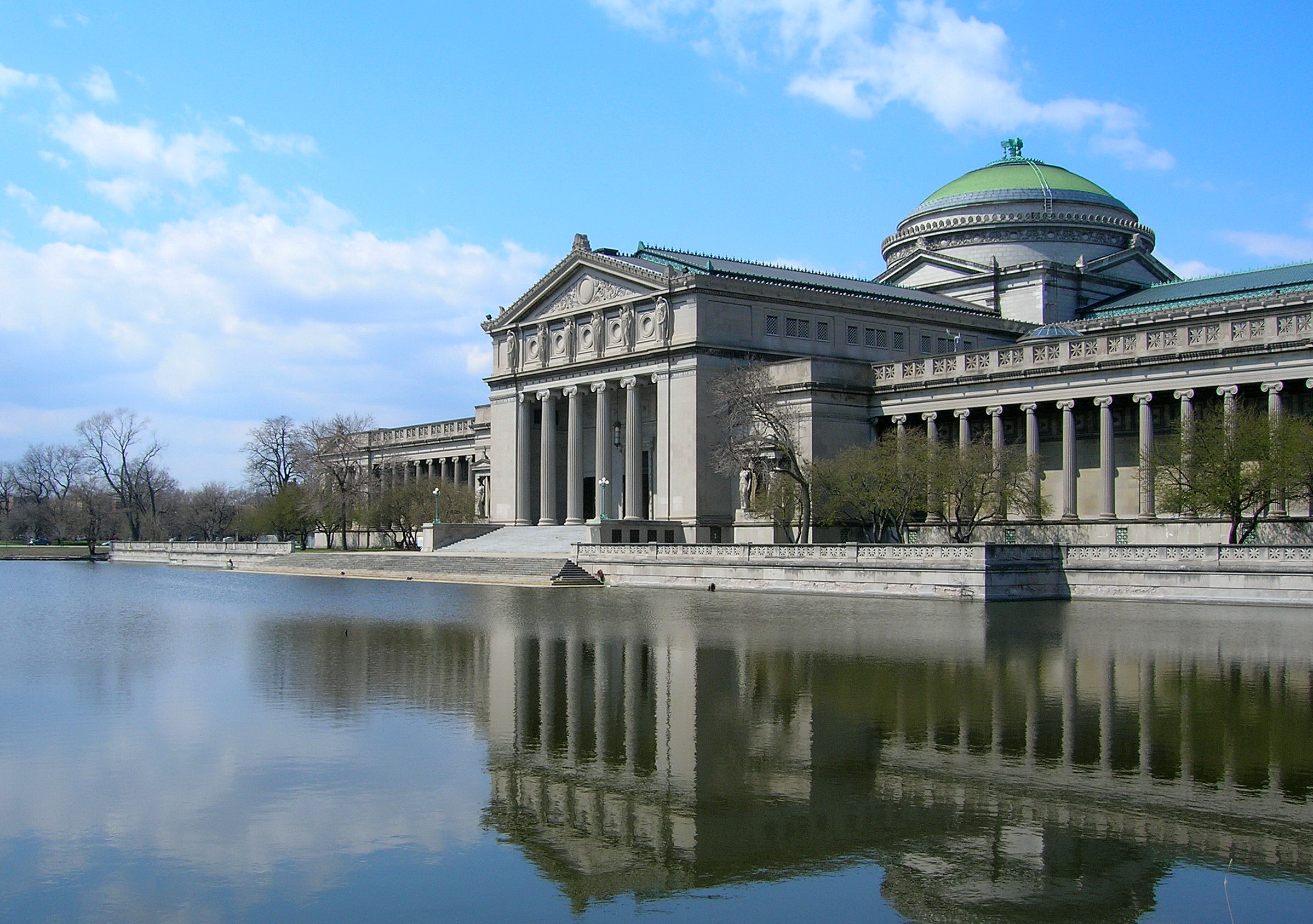
Центр Чикаго
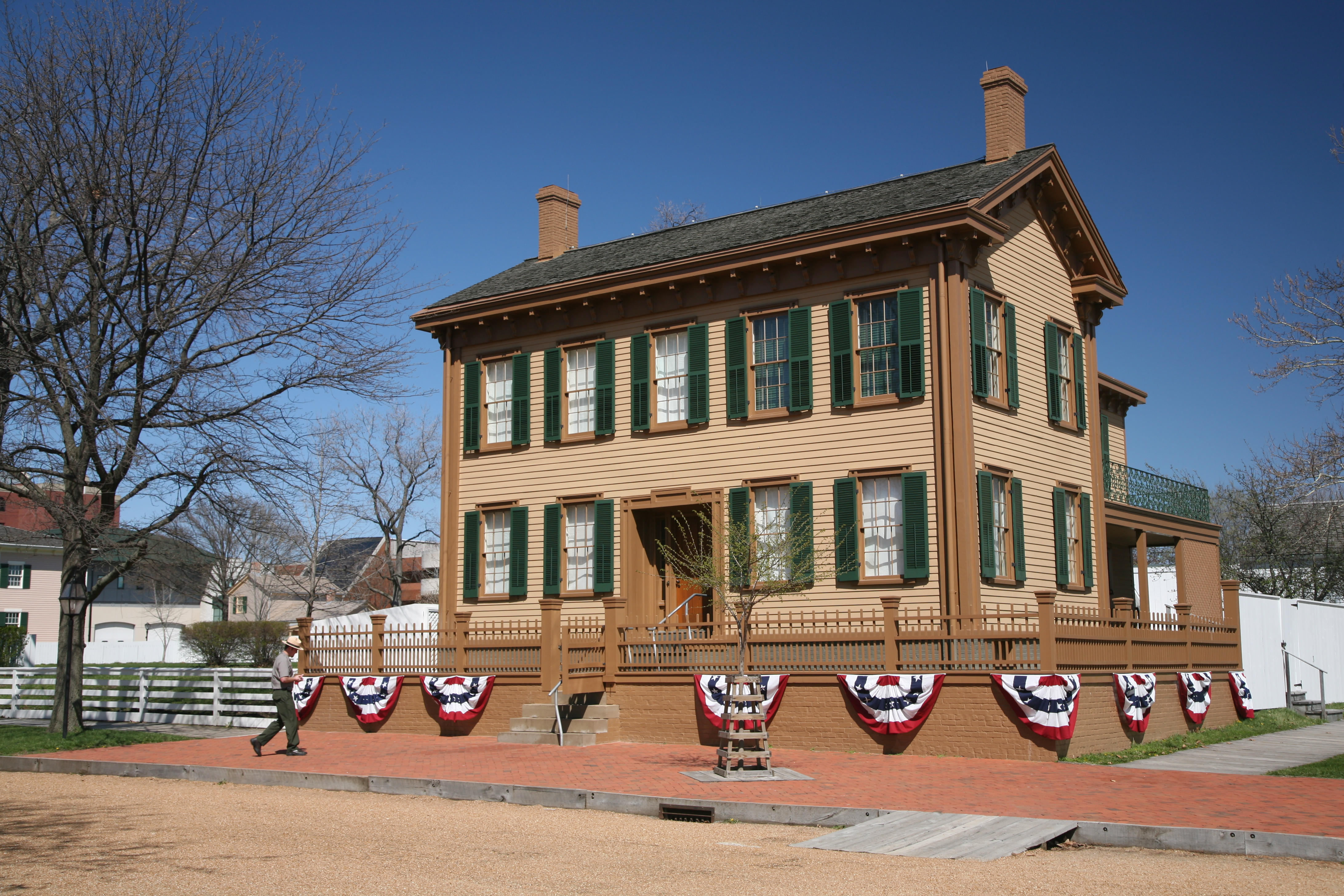
Будинок-музей Авраама Лінкольна
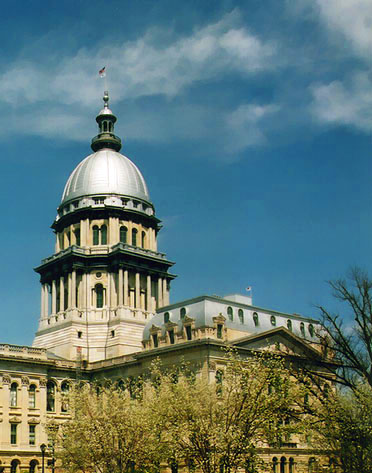
Капітолій штату Іллінойс
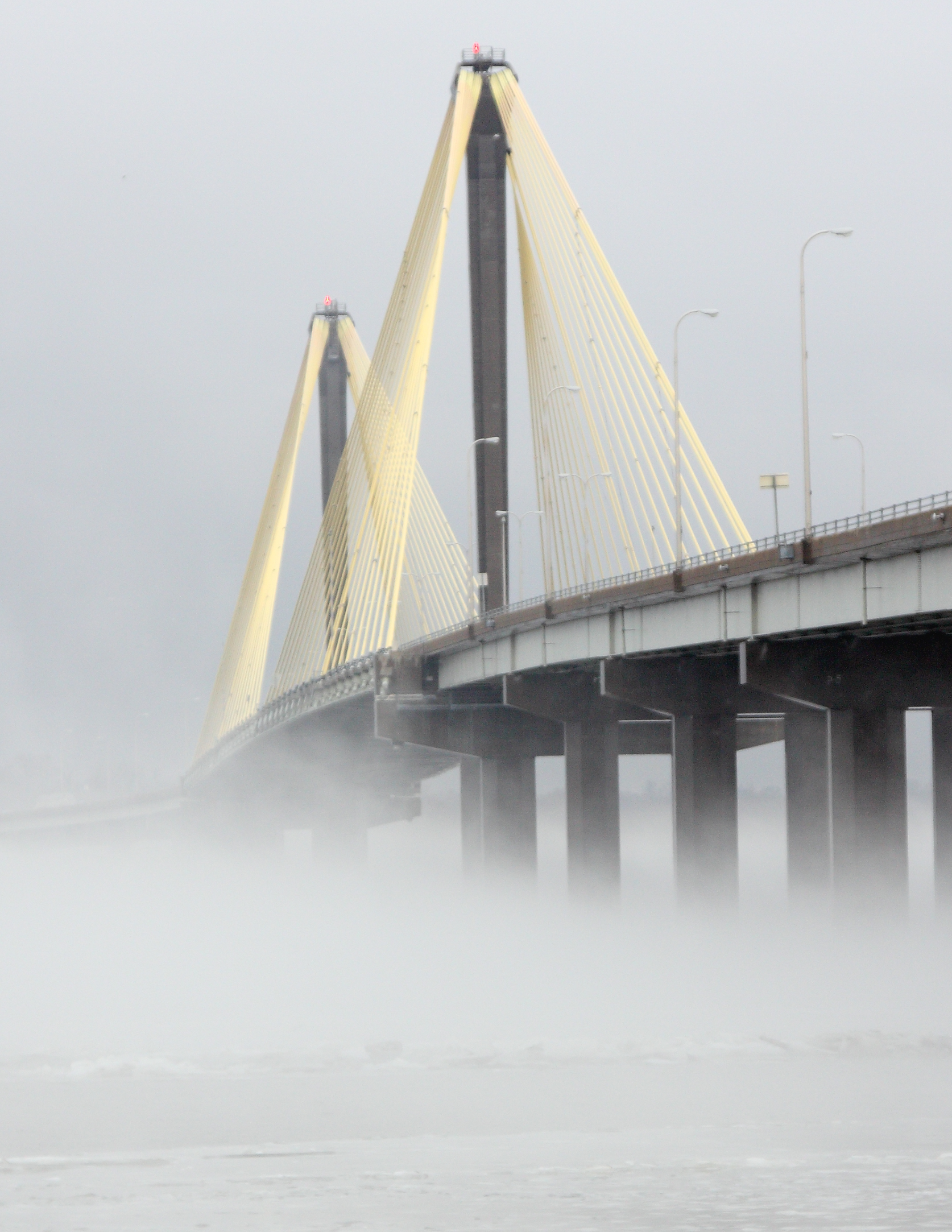
Міст Кларк в Елтоні